# ペルソナ5 スクランブル ザ ファントム ストライカーズ
『ペルソナ5 スクランブル ザ ファントム ストライカーズ』（ペルソナファイブ スクランブル ザ ファントム ストライカーズ、PERSONA5 SCRAMBLE The Phantom Strikers）は、アトラスより2020年2月20日に発売されたPlayStation 4 / Nintendo Switch用ゲームソフト。2021年2月23日には欧米版と同時にSteam版も配信開始された。

## 概要
無双シリーズなどを手掛けるコーエーテクモゲームス（オメガフォース）との共同開発作品。ペルソナシリーズ初のアクションRPG。略称は「P5S」。
『ペルソナ5』の後日談を描く完全新作ストーリーとなっており、プレイヤーが前作をプレイしている（もしくはテレビアニメを視聴してストーリーを把握している）ことを前提としたシナリオになっている一方で、本作の前年に完全版として発売された『ペルソナ5 ザ・ロイヤル』の追加要素は一切登場せず、無印版の続編に相当する。
前作は東京都内とその近郊が舞台であったが、本作では日本全国の各地を巡るストーリーとなっている。

## ストーリー
プロローグ
主人公が東京を去って約半年後の夏休み、「心の怪盗団」の面々は久々に純喫茶「ルブラン」に集まり、夏休みを利用してキャンプや旅行を楽しもうと計画を立てていた。
その最中、彼らは見知らぬ異世界「ジェイル」に迷い込んでしまう。そこでは、ジェイルの支配者たる「王（キング）」の命令で、シャドウの群れが迷い込んだ人間の願いを奪っていた。
時を同じくして、日本各地で謎の怪事件「改心事件」が再び発生していた。警察は、1年半前から半年前にかけて起きた心の怪盗団による「悪人達の改心騒動」との類似性から、怪盗団が関係している疑いが強いと判断。怪盗団を極秘裏に追跡調査するべく、警視庁公安部の警部補・長谷川善吉が、怪盗団に接触を試みてくる。
序盤
「ジェイル」は歪んだ欲望の世界「パレス」と関係があるのか、そして「改心事件」は誰が糸を引いているのか……。パレス内で出会った謎のAIプログラム ソフィー（ソフィア）が仲間となり、彼女のアドバイスに従って「心の怪盗団」は再び行動を開始することになる。
心の怪盗団は潔白を証明すべく、歪んだ大人の醜悪な欲望を改心させるため、佐倉惣治郎に借りてもらったキャンピングカーに乗り込んで、渋谷・仙台・札幌・京都・沖縄・大阪……といった日本各地のジェイルを周ることになる。
中盤
渋谷で人気上昇中のアイドル・柊アリス、仙台にて熱狂的な人気を誇るラノベ作家・夏芽安吾、札幌で理想の都市を目指すカリスマ女性政治家・氷堂鞠子、京都に暮らしている中学3年生で善吉の実娘・長谷川茜、大阪に本社を構える世界的IT企業「マディス」の社長・近衛明……といった個性的な面々の造り出したジェイルを攻略し、改心させていく。
その間、検察上層部の善吉の上司・鏑木 京によって、怪盗団は「殺人の汚名」まで着せられてあやうく逮捕されそうになるが、メンバー達の機転により難を逃れ、逃亡しながら事件の謎を追っていく。
終盤
やがて、最近急速に利用されるようになってきた人工知能アプリの作成者であるAI科学者・一ノ瀬久音が、この改心事件に関わっていることを知る。久音は、「人の良き友人となれ」と命令に与えた『ソフィア』の生みの親であり、ソフィアは「EMMAのプロトタイプ」だったのだ。
そして、この改心事件を起こしている元凶こそが、久音が作った人工知能アプリ・『EMMA』であることが判明する。久音が「人々の真のネガイを叶える」ことをEMMAに命じたことから、EMMAは「人を助けるという使命」を拡大解釈し、人々から夢や希望を奪うことで「誰も傷つくことのない世界」を築こうとして、日本各地のキングに接触して力を貸していたのだ。
ラスト
ソフィアが久音を改心させた直後、突然とソフィアが『EMMA』の声に反応したあと、現実世界に乗っ取り自からの意思を失ない暴走した『EMMA』は、ジェイルの支配者や全国のユーザー達から「願い」を吸収して、認知世界で神『デミウルゴス』に等しい力を持つまでに成長し、現実世界を侵食しようとする。
「心の怪盗団」のメンバー達は、異変の源である東京タワーに巣くった『EMMA』を止めるべく、最後の戦いへと挑むのであった。

## システム
本作は『ペルソナ5』のシステムや方向性を基盤にしており、『デビルサマナー 葛葉ライドウ』シリーズでも見られた三人称視点3Dダンジョンのアクション戦闘を取り入れた作品となっている。なお、前作までのRPG作品に見られた一部の要素には簡略化が見られる。
また、セーブデータ連動特典として、PS4版なら『P5』か『P5R』のセーブデータ、Switch版なら『大乱闘スマッシュブラザーズ SPECIAL』のプレイデータ、Steam版なら1周目フィニッシュデータがあれば、「ペルソナ5BGMセット」が解禁される。

### 日常関連

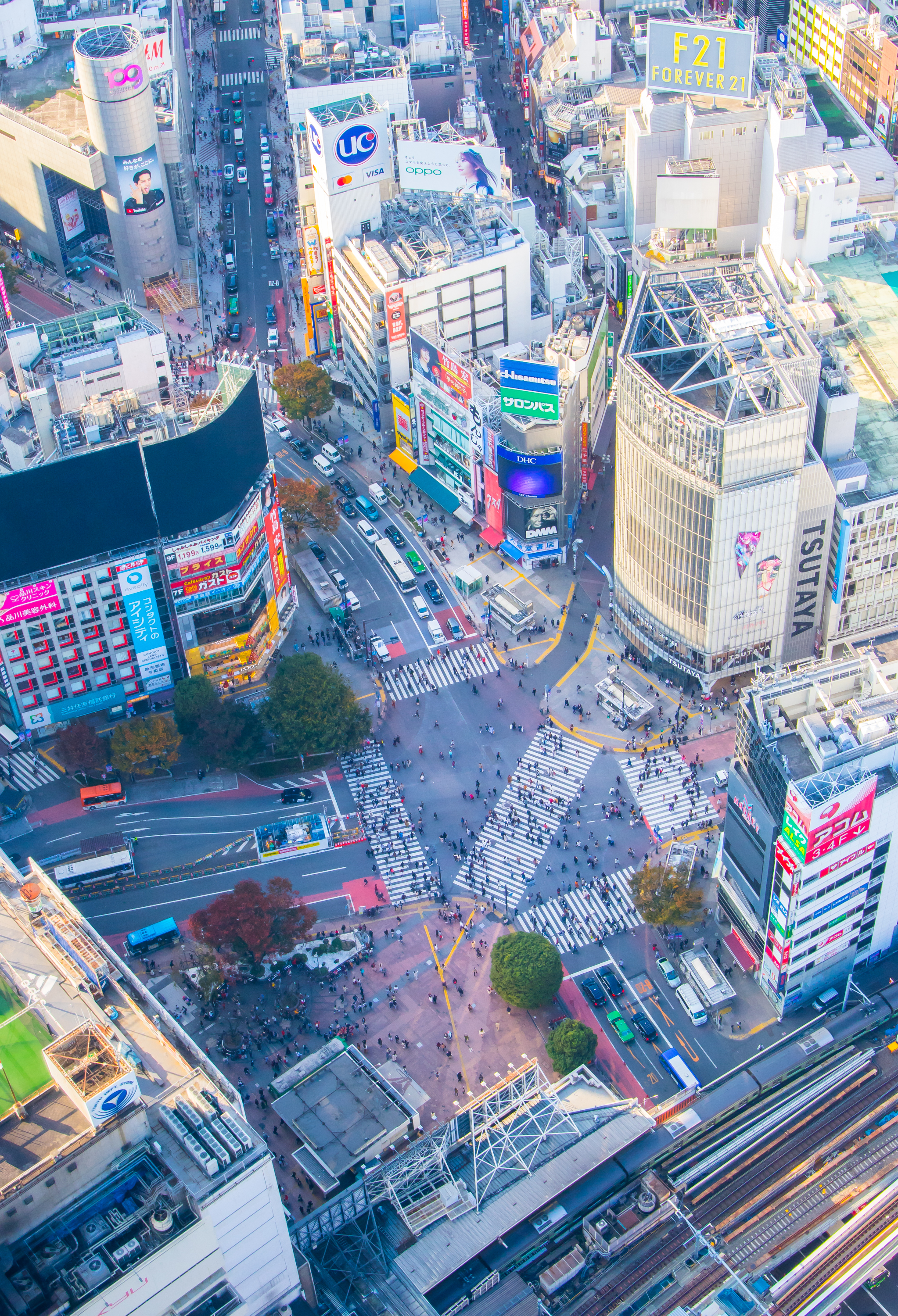
渋谷駅前の風景。渋谷スクランブルスクエアのSHIBUYA SKYより

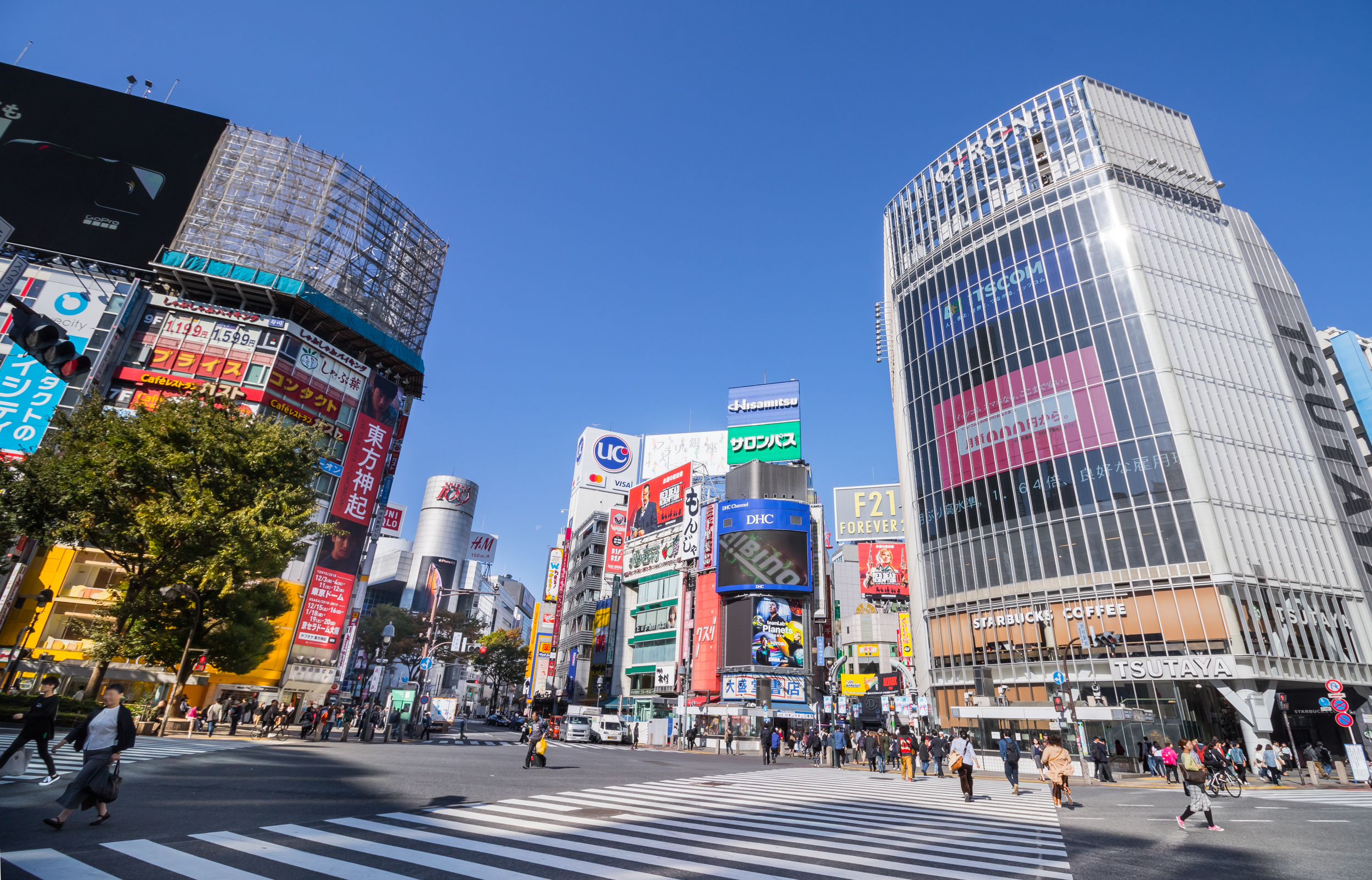
渋谷スクランブル交差点

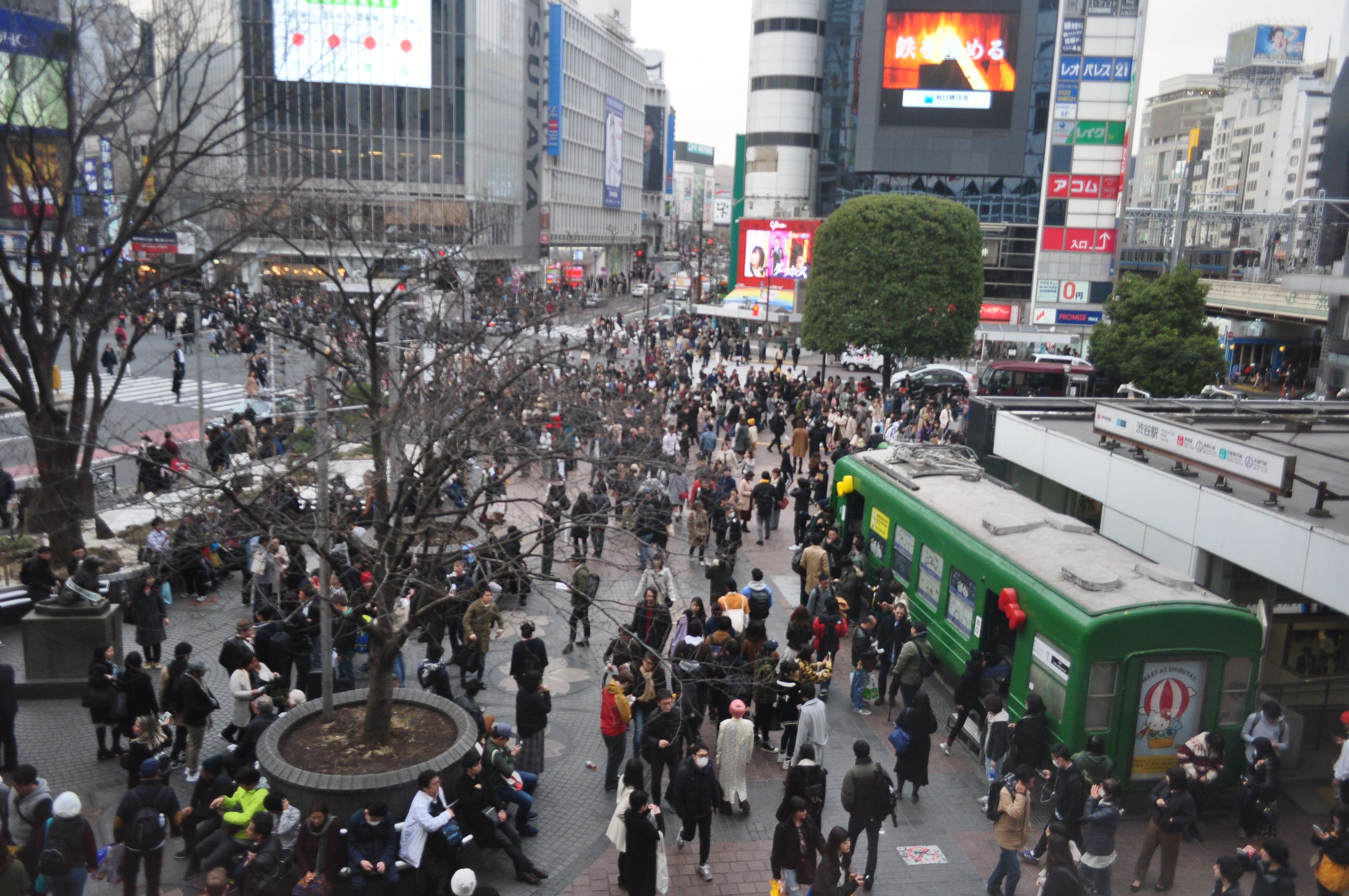
ハチ公前広場（2018年）

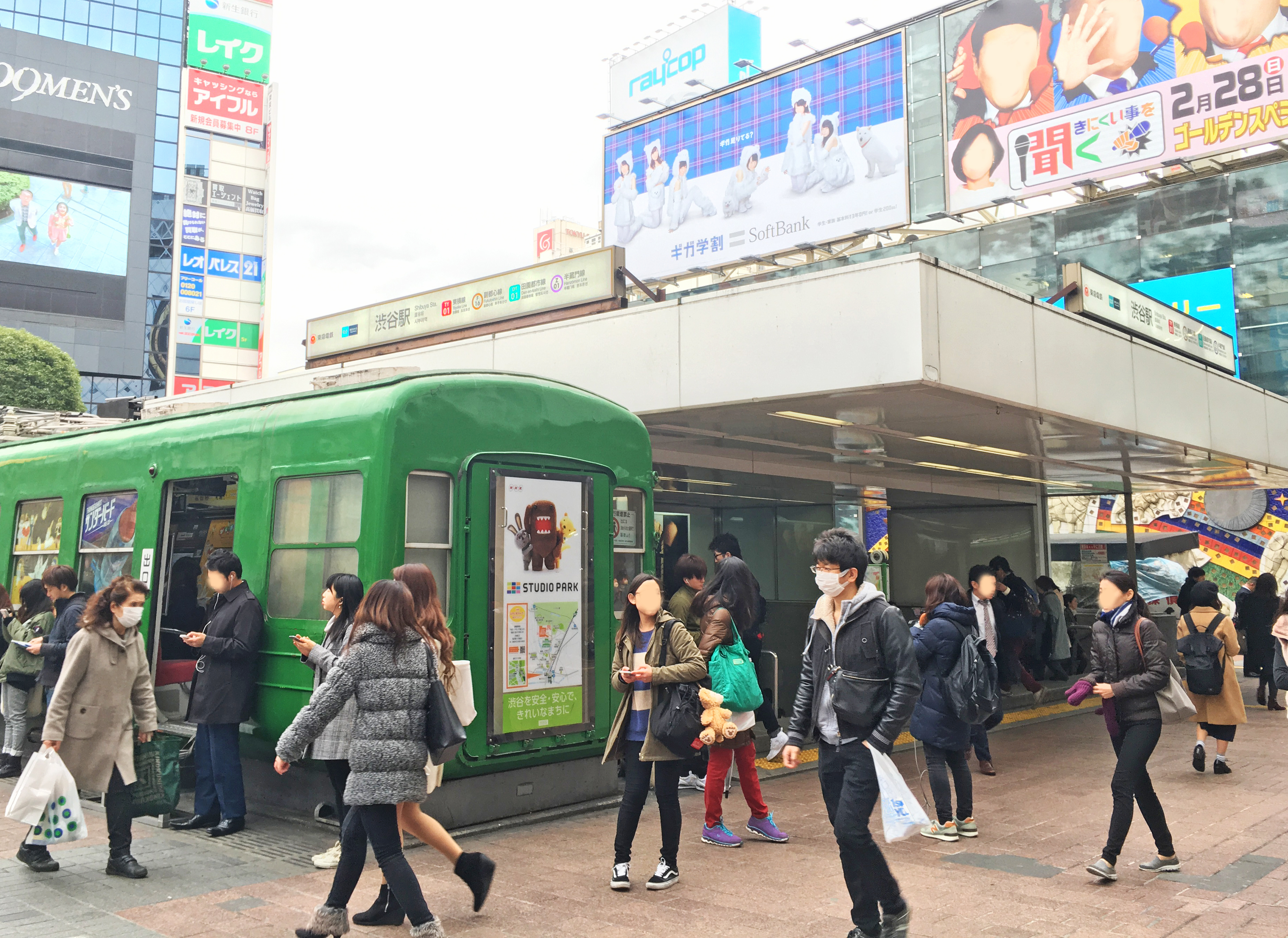
ハチ公前広場のデハ5001号車。

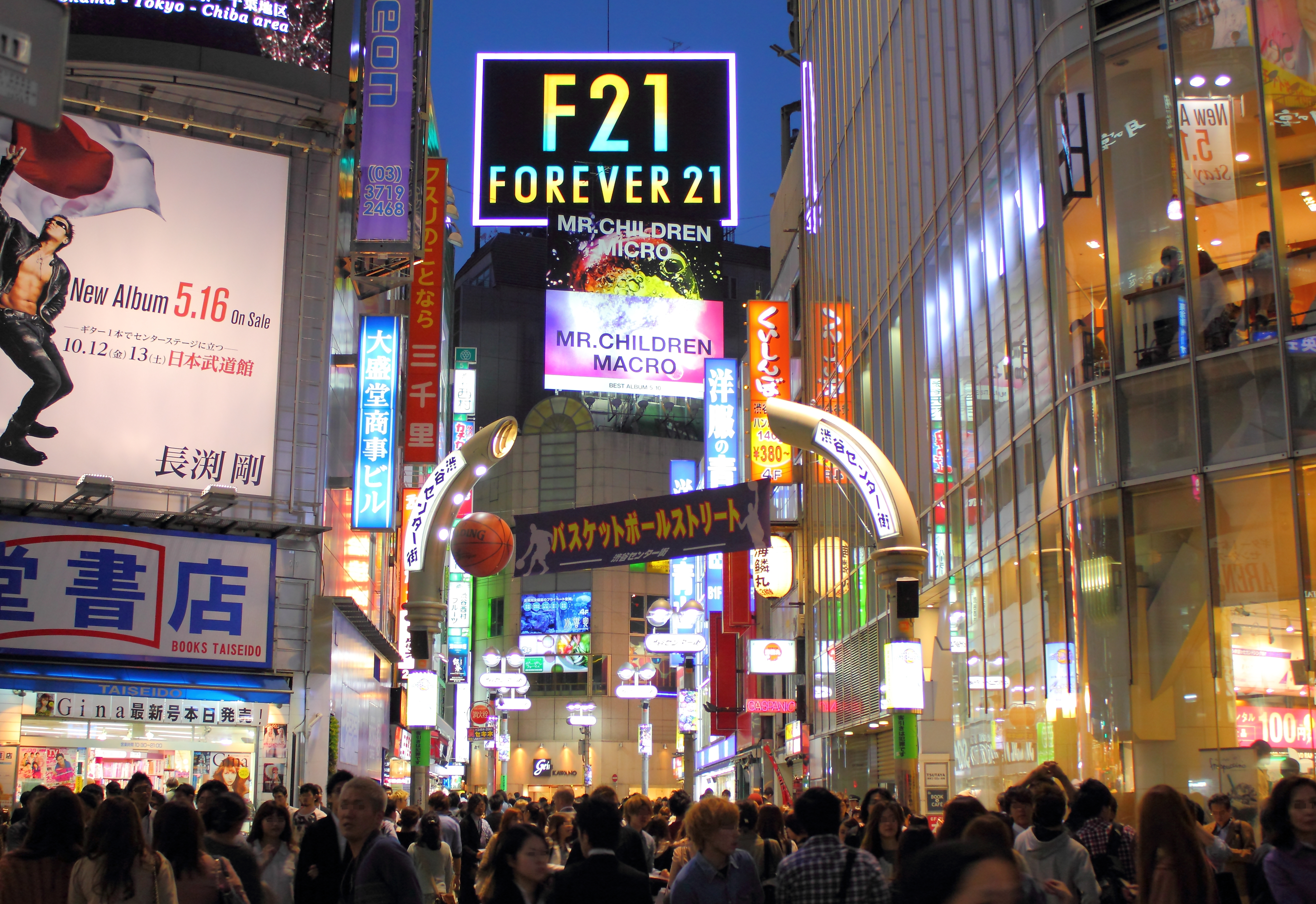
セントラル街のモデルとなった、渋谷センター街。

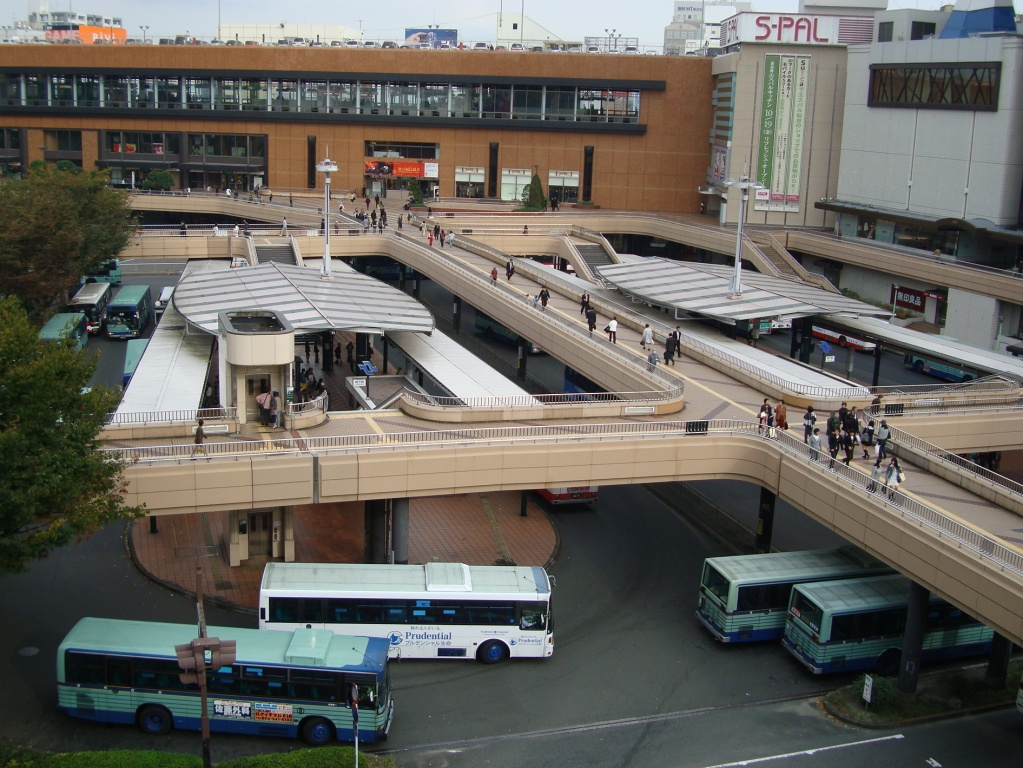
仙台駅西口のペデストリアンデッキ。

仙台城の青葉山公園にある、伊達政宗の騎馬像。

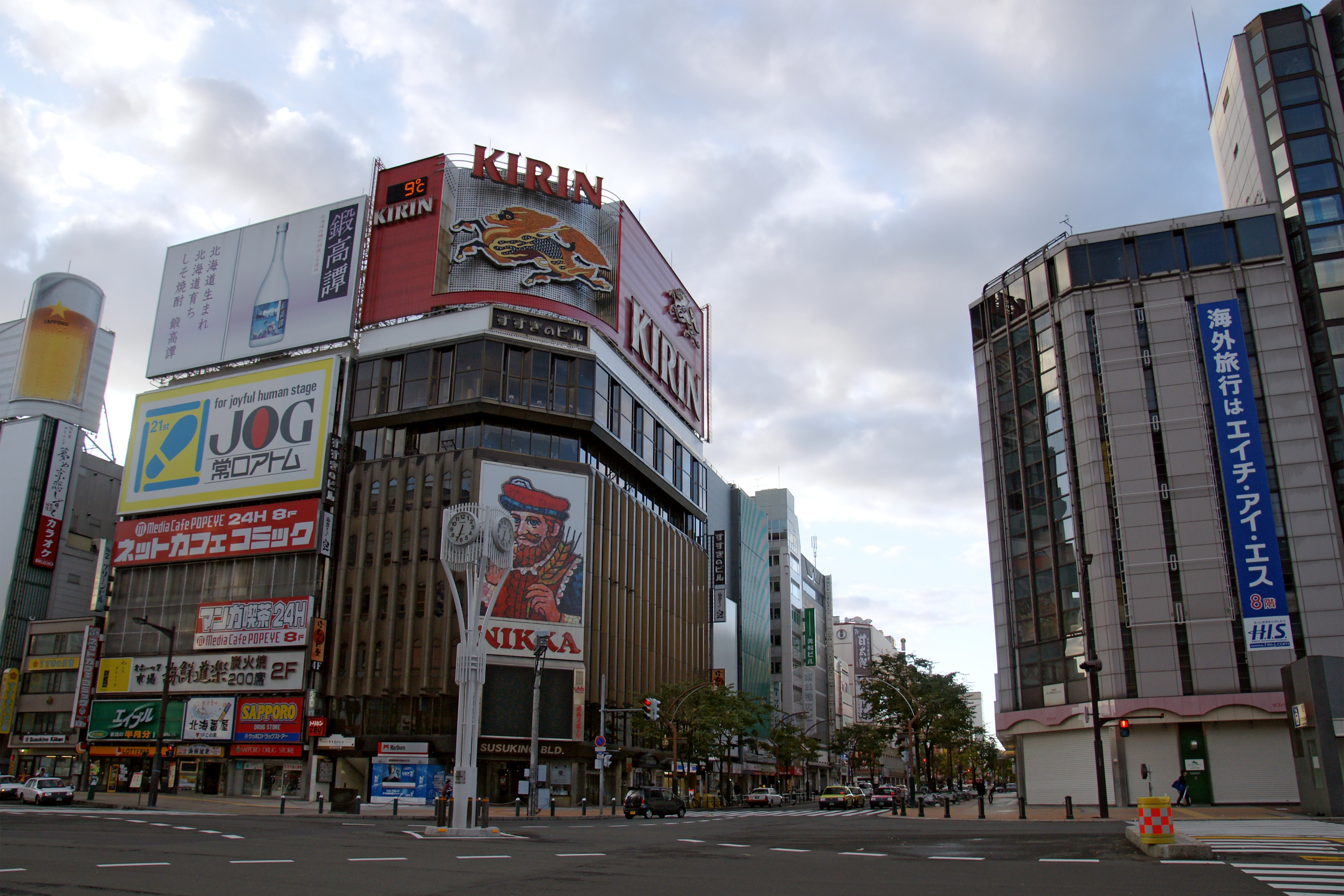
札幌のすすきのにある、すすきの交差点。

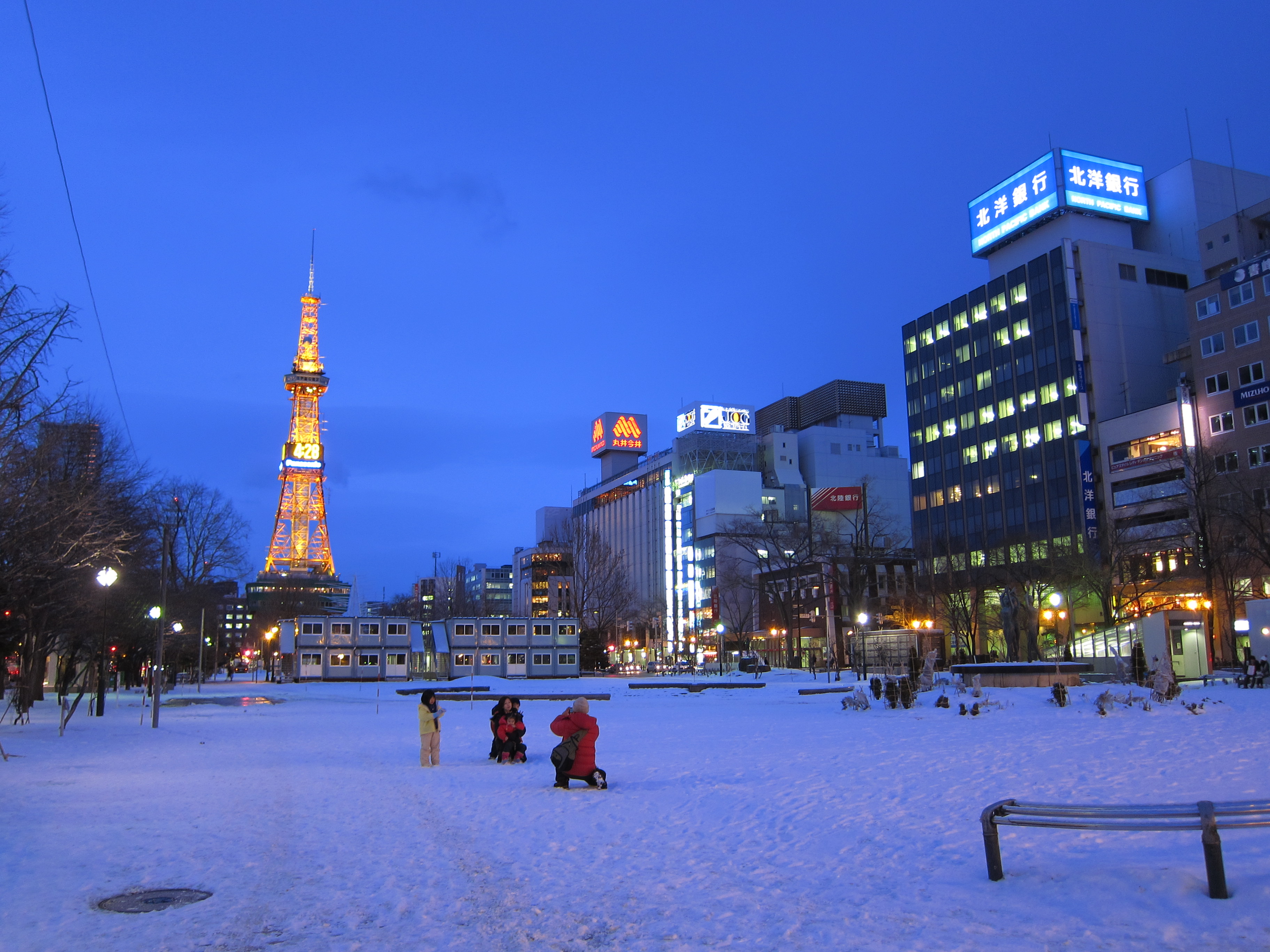
札幌のさっぽろテレビ塔と大通公園。

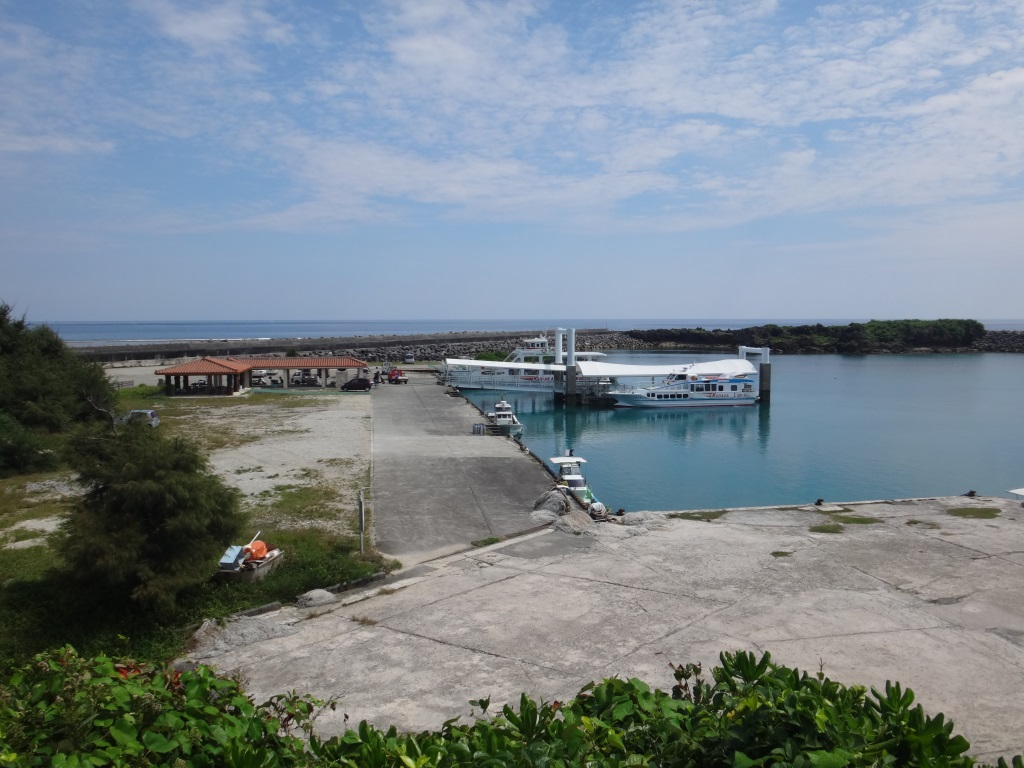
沖縄編の舞台となったとされる、久高島の徳仁港。

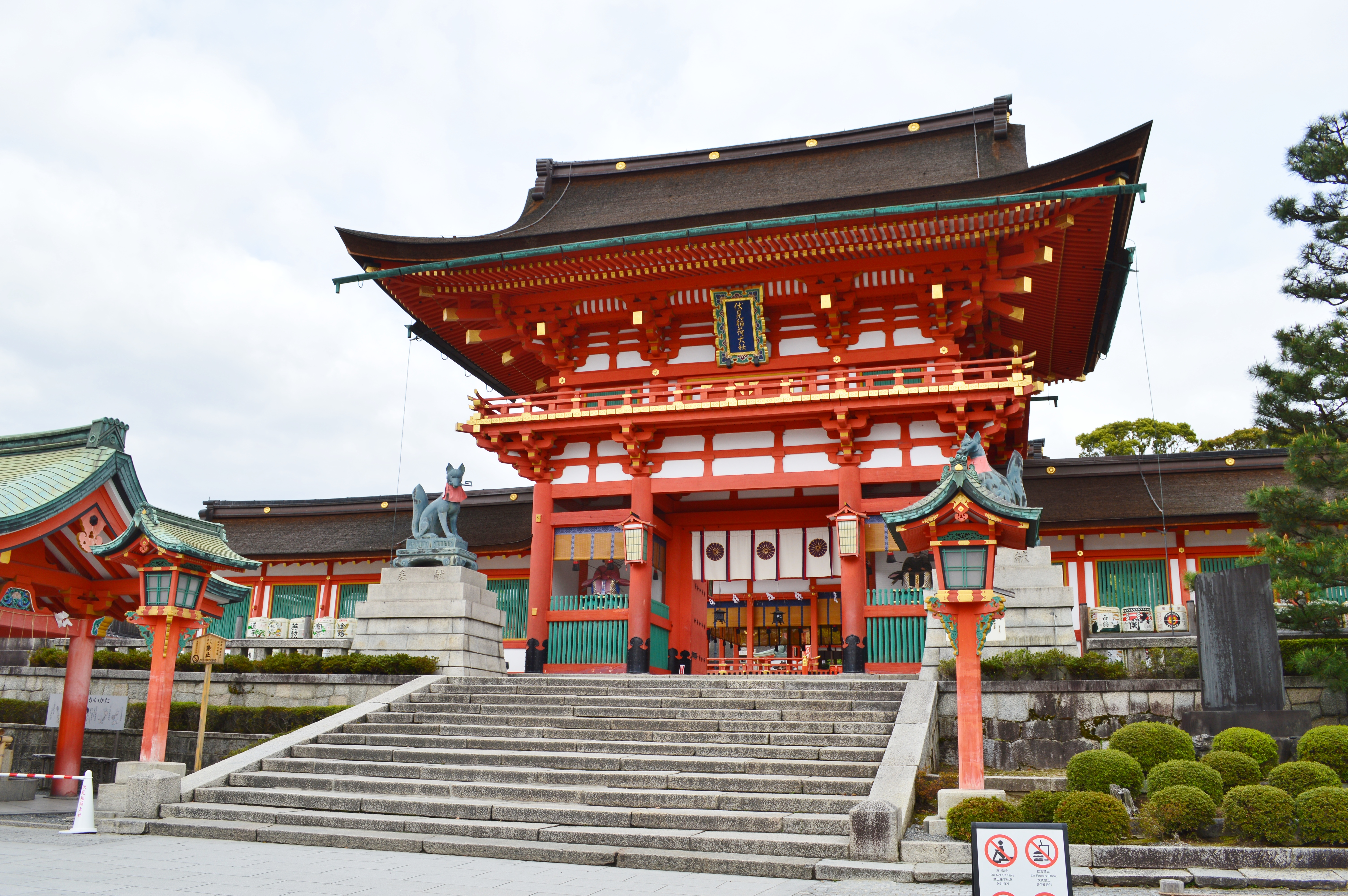
京都編で登場した、伏見稲荷大社の楼門。

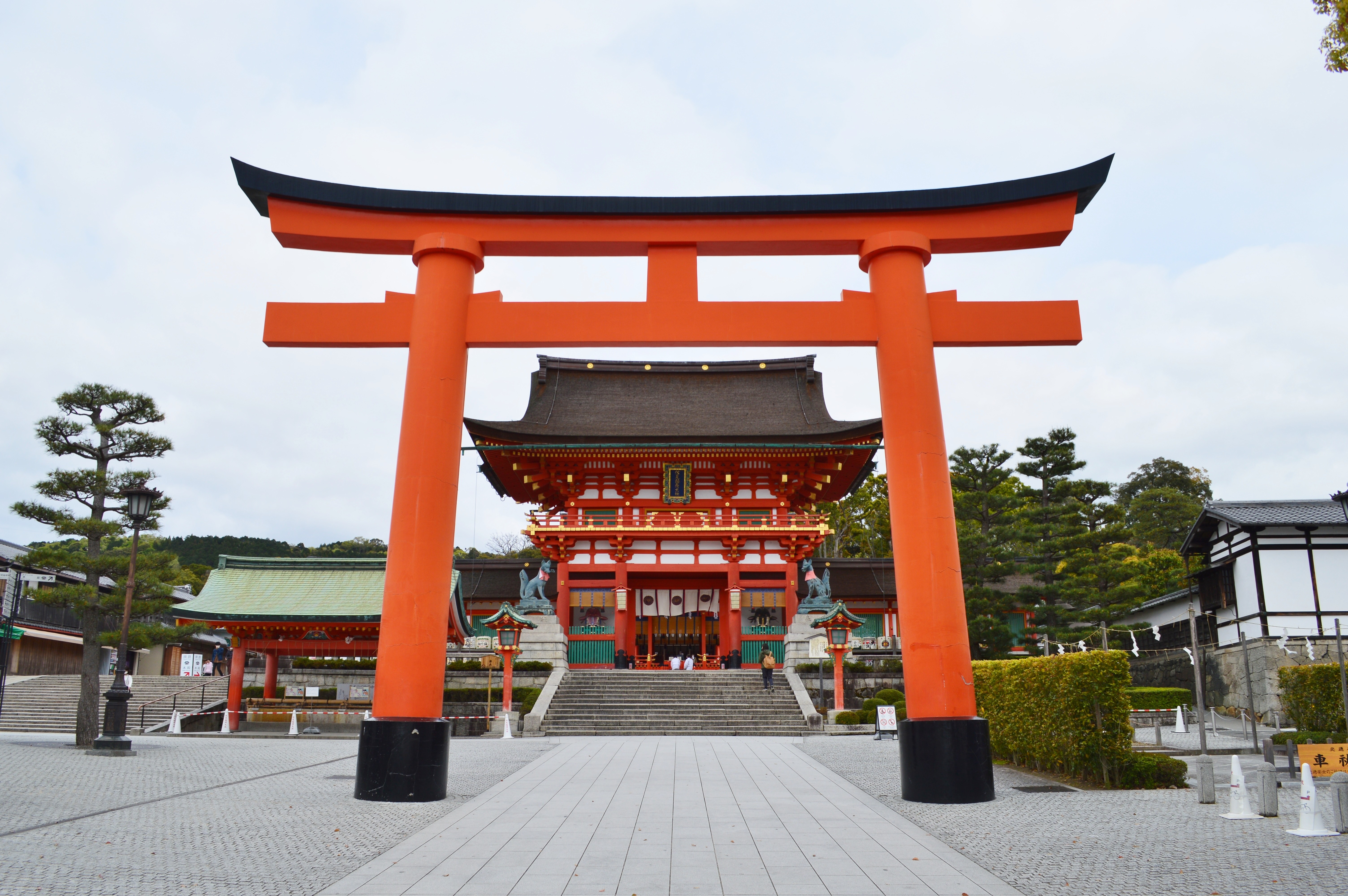
京都編で登場した、伏見稲荷大社の二番鳥居。

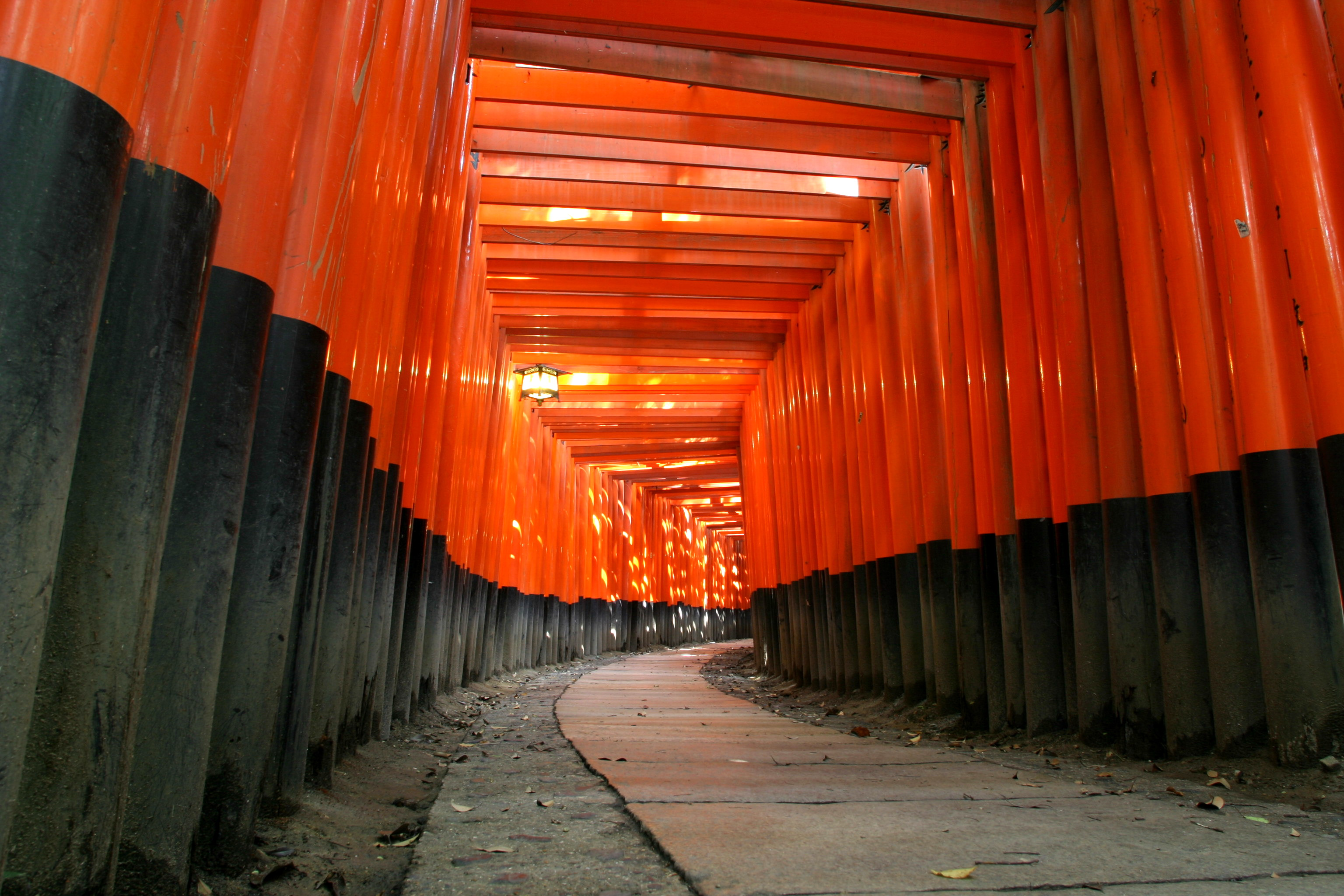
京都編で登場した、伏見稲荷大社の千本鳥居。

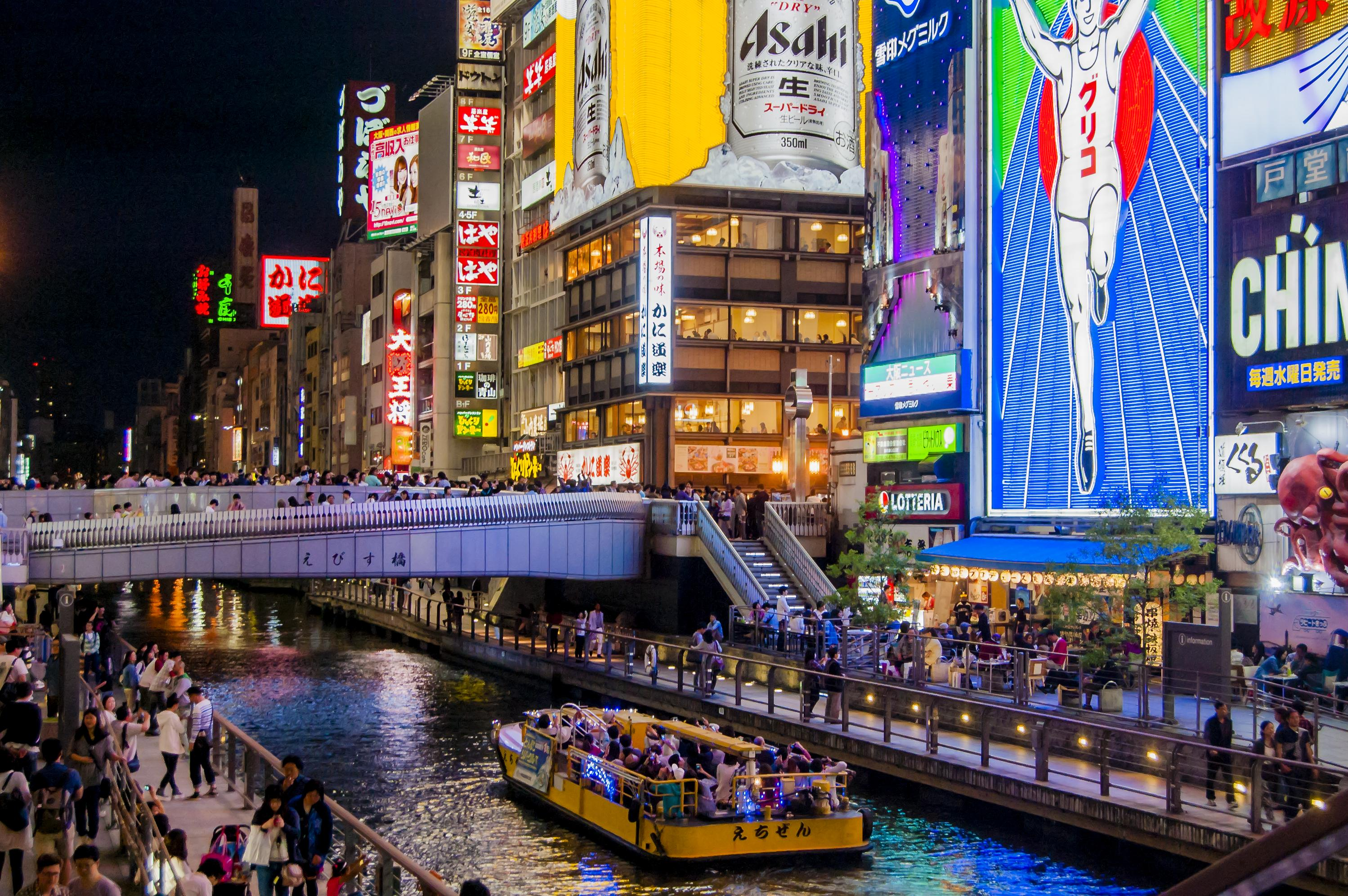
大阪の道頓堀にある、道頓堀橋と道頓堀グリコサイン。

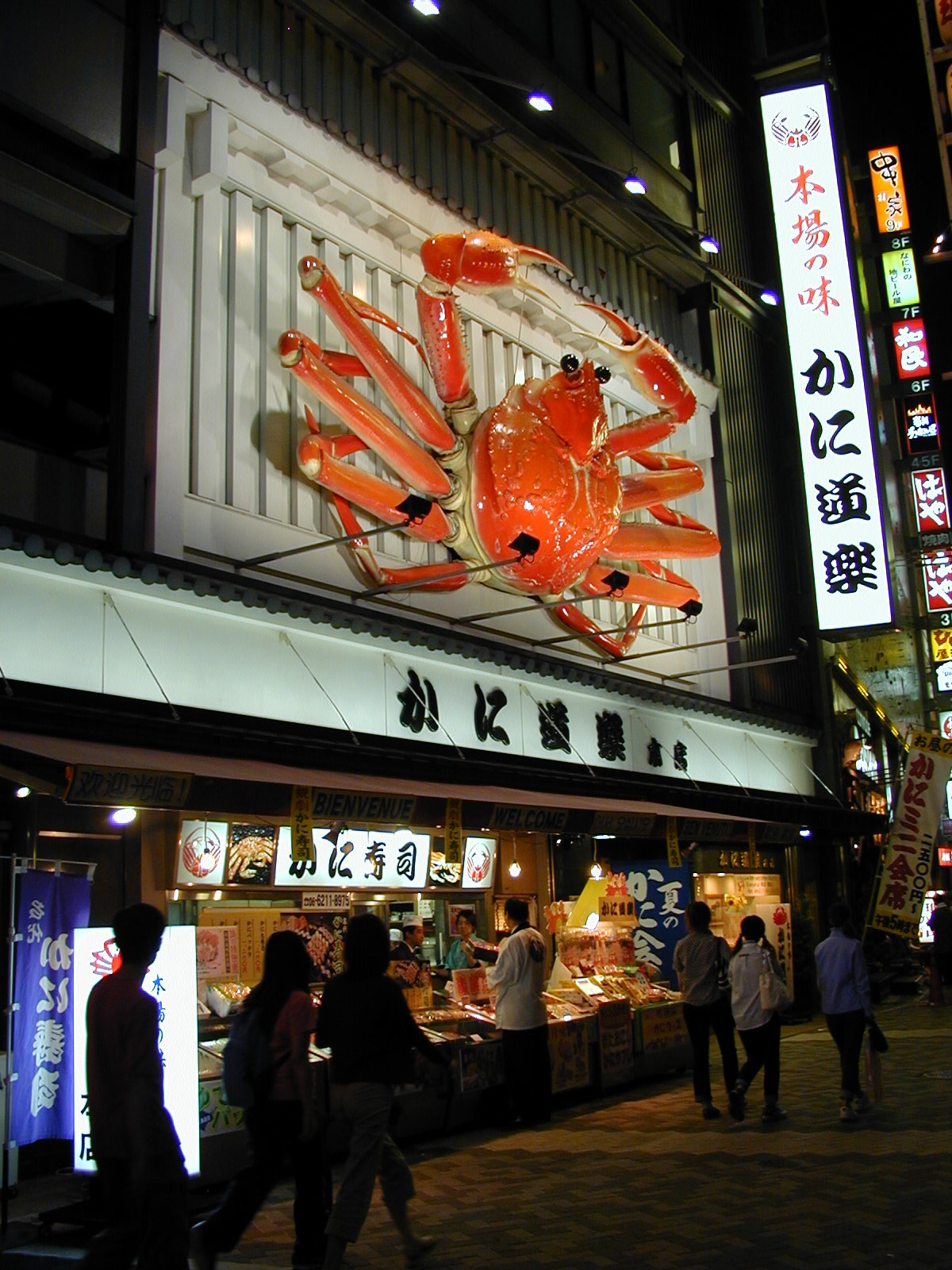
大阪の道頓堀にある、かに道楽。

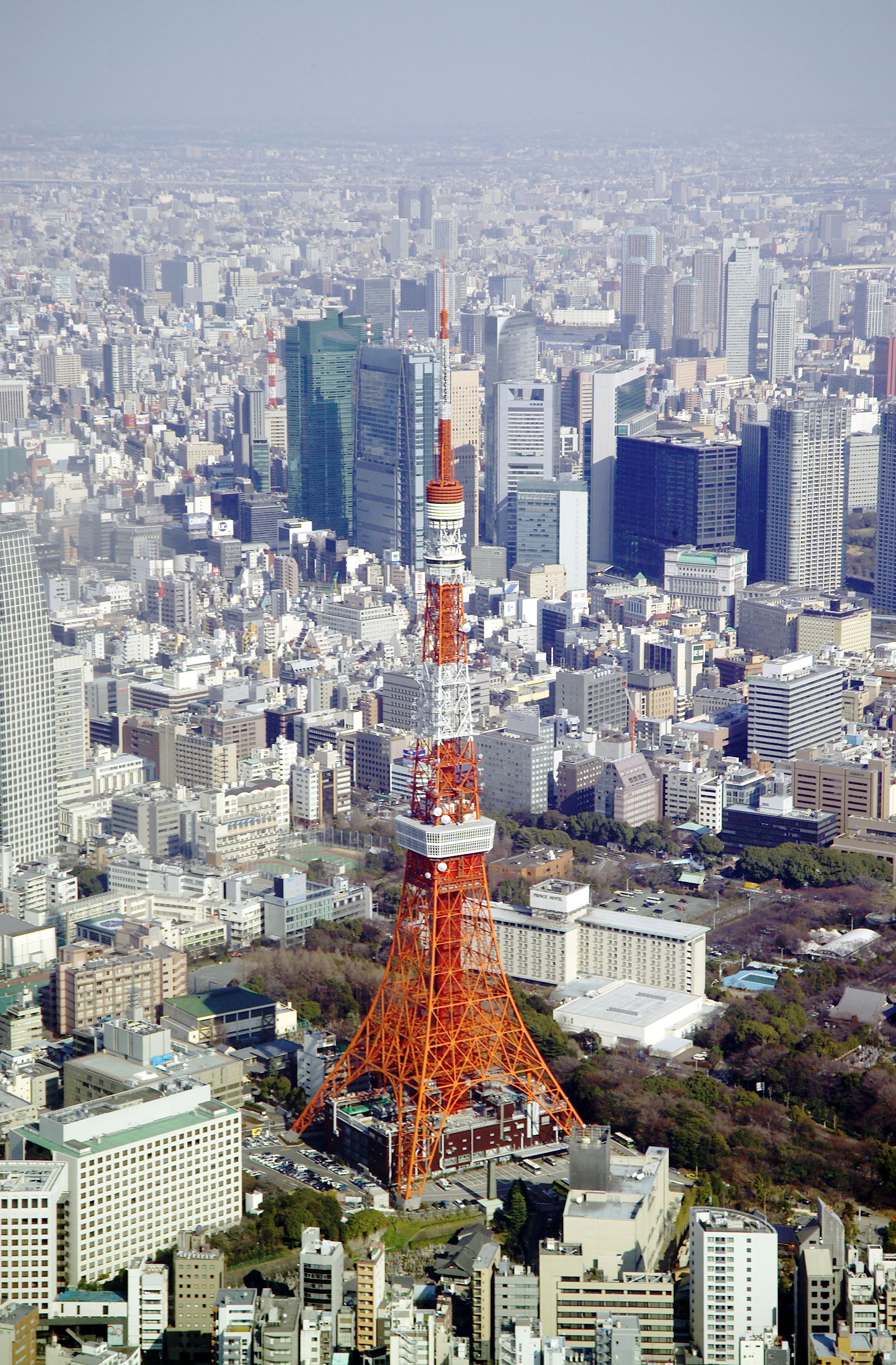
最終ステージとして登場した、東京タワー。

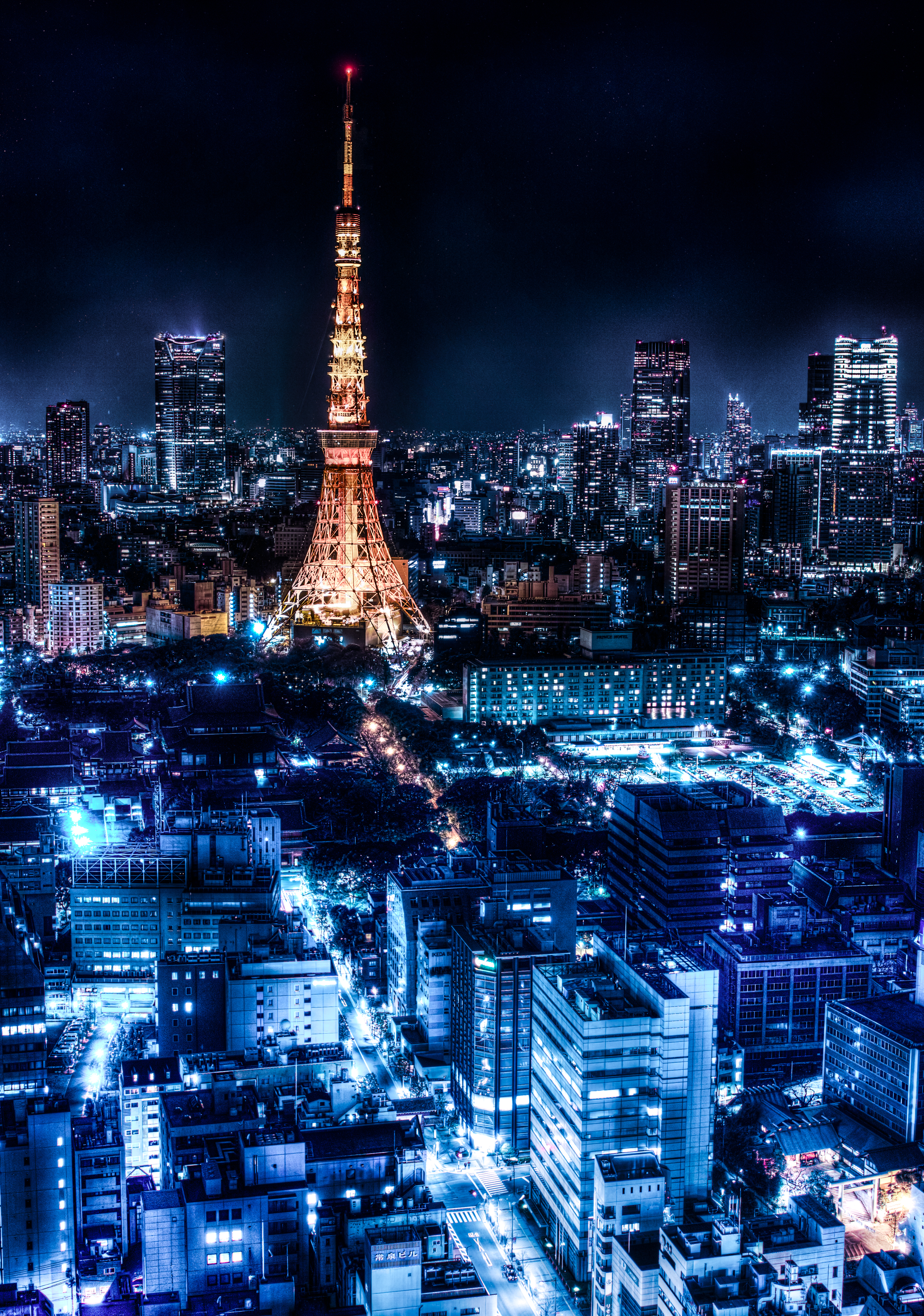
世界貿易センターから撮影した、ライトアップされた東京タワー。

カレンダーシステム
本作では時間の消費という概念が廃止されており、「任意進行のイベント」「ジェイルの出入りによる仕切り直し」などにゲーム進行に関するデメリットはほとんど発生しないようになった。
このため、日付はストーリー進捗を示す基準としての意味合いが強くなっており、ジェイルを攻略して物語が進むにつれ怪盗団は地方を転々としていく。
マップシステム
前作の「P5」及び「P5R」では全エリア・マップ一覧から移動可能だったが、本作では全エリアのマップ一覧が廃止されており、全6種の街マップ・店一覧や全8種のジェイルエリアのみに変更されている。
BAND
怪盗団の絆の力を示す要素で、前作までのコープ（コミュ）に相当する。ストーリーの進行や戦闘の勝利などによってBAND経験値が一定値累積されると、パーティー全員に有利な効果をもたらすBANDスキルを獲得できるポイントが増加する。
BANDスキル自体もストーリーの進行やリクエストの達成によって解禁・レベルキャップの上限解放がされる。
ショップ
本作ではソフィアの通販と地方ごとの固有店舗が登場する。一般的なアイテムや装備品などは通販ショップでも購入可能だが、地方の店舗ではその都市に対応したご当地品を購入可能である。
消耗品には在庫の概念があり、アイテムごとに決まった個数（1～4個）買うと在庫切れになり、ジェイルで数回の戦闘をこなさないと入荷されない。
ソフィアの通販の品揃えはストーリー進行またはクエストの達成で増える他、BANDスキルによりランダムでご当地品を購入可能になる。
リクエスト
主人公に送られる依頼。ほとんどの場合はジェイルの攻略を通して達成することができる。
一部のリクエストは怪盗団が対応した地域にいる間に遂行する必要があり、地域を移動すると消滅するものもある。
クエストには再受注可能なものがあり、報酬は基本的に初回より劣るが達成すれば何度でも受け取ることができる。高額な資金から貴重なアイテムまで、報酬は多岐にわたる。
料理
本作では複数種類の食材アイテムを消費し、全員のHPやSPを回復するアイテムを作成できる。最初は「ルブランのコーヒー」「ルブランのカレー」といったものしか作成できないが、ストーリーの進行やBANDスキルの成長などで作成できる料理が多彩になっていく。
食材は各地のショップの他、通販で入手できる。ご当地ショップのほうが基本的に安価で在庫数も多めだが、最終的にコーヒー豆以外のすべてが通販に2個ずつ入荷される。各ショップの在庫はジェイルで数回戦闘をこなすと再入荷される。
新しい料理を初めて作成した場合、BAND経験値が獲得できる。
チェックポイント
前作でのセーフルーム・待合室に相当するジェイル内の特定ポイントに設定された拠点。データのセーブ、エントランスや他のチェックポイントとのショートカットの他、ベルベットルームへのアクセスも行える。イベント中ではチェックポイント間の移動や脱出ができなくなる場合がある。
固有の部屋ではなく、小さなシンボルとして表示されている。本作では常に到達したエリアのマップが公開されているため、すぐに場所を確認できる。

### 戦闘関連
戦闘
前作と同様、徘徊している敵シャドウと遭遇することで一定数のシャドウが出現するシンボルエンカウント制をとっている。本作ではジェイル警戒中の姿のまま戦闘を行うシャドウも存在する他にシャドウによって差はあるものの、ボス級以外が必ず数体以上の群体を組んで襲ってくる。
敵に見つかって先制攻撃を受けると味方全員がダウンした状態で戦闘が開始され、さらに多くの場合警戒度が上昇する。一方で、敵に見つかることなく戦闘に入ることで有利に戦え、その際の勝利後は警戒度を減少させる。
背後やカバーアクション中からの奇襲を成功させると、確定クリティカルの先制攻撃を行ってから戦闘に入る。
ジェイル上での戦闘中は場所によって一定の範囲内にフィールドが区切られる。青い障壁がある場合はそれに触れて移動し続けることで戦闘を中断し逃げることができる。本作では種類によって挙動や特性に差がある。
通常タイプ
ファントムムーブでも戦闘を仕掛けられる敵。戦闘勝利後は近くにいる通常タイプのシャドウシンボルがまとめて消滅する。
人型は最も一般的なタイプ。認識範囲が狭めで、カバーアクションを使わずとも奇襲が可能。
飛行型はヘリやドローンなどがおり、こちらを認識すると攻撃を仕掛けるのではなく直下に他のシャドウを展開する。認識範囲は狭めだが高所から展開されるため、カバーアクションをしていても気づかれる場所が多い。
動物型は認識範囲が非常に広く、ロックオン可能範囲ギリギリから少し近づいただけでこちらに気づき追跡してくる。目線は低め。
不定形型は動きは鈍いものの姿が消えたり出現したりするため、こちらからの排除が困難。また、接近すると自爆による先制攻撃を行う。
宝魔
倒すと大金・インセンス・スキルカードが入手できる。一方、ペルソナ化はしなくなっており、経験値も特に多くはない。警戒度が高まる他にも、BANDスキルによって出現率を上げることができるが、それ以外に出現率を上げる要素（「宝魔ホイホイ」など）はない。
出現した地点の周りをうろつくだけで、こちらが接近しても特に反応は示さないため、戦闘突入までは比較的容易だが、戦闘開始から30秒経過すると逃走する。このカウントダウンのみ射撃体勢やペルソナ・スキル選択中でも遅延しないため、ジェイルごとに設定された弱点を熟知しておく必要がある。
大型シャドウ
一部のシャドウは大型の個体であり、前作で正体不明時だった時の呼称がそのまま名前になっている他にHPバーが表示される。
このタイプとの戦闘の場合は通常サイズのシャドウが増援として無制限に現れることもあるが、大型シャドウを倒すことで勝利となる。なお、通常サイズのシャドウをいくら倒しても、ペルソナがドロップすること以外には何の影響もない。イベントで現れる他に特定場所の雑魚としても登場する。
剛魔
全身に青い電気エフェクトが走っている非常に脅威度の高いシャドウで、接近すると警告が入る。
基本的に大型シャドウと同じであるが、自発的な行動を起こすことはない他に戦闘からの逃走も可能。倒すと強力なアクセサリをドロップする。条件を満たさない限り、ジェイルごとに1回しか倒すことができない。しかし、2周目以降のリスキーのみに条件を満たすと、ジェイルを出ると復活する。
カバーポイント / ファントムムーブ
一部の障害物や物陰を利用し、多くの敵シャドウから身を隠すことができる。非戦闘状態でカバーアクションを行っている間は、敵に奇襲をかけられる範囲が大幅に拡大する。
本作では戦闘状態でも物陰以外の一部の障害物に飛び乗ることが可能で、その状態からは対応する属性で特殊攻撃を行うファントムムーブが使用できる。障害物によってはファントムムーブを1回使うと消滅するものもある。
サードアイ / アナライズ
ジェイル内部には隠されたカバーアクション対象など、通常時では目に見えないものが一部存在するが、対応ボタンを押しっぱなしにしている間はそれらを一時的に視認できる。
戦闘中はシャドウのレベル・HP・耐性表をナビが解析し表示する。
戦闘アクション / マスターアーツ
本作では通常攻撃に相当するアクションとして、オメガフォース制作のアクションゲームに共通する「4〜6発の通常攻撃」や「通常攻撃の途中で段階ごとに別々に派生する特殊攻撃」という様式を採用している。メンバーによって地上攻撃・空中攻撃それぞれでの派生回数が決まっている。1段目に特殊攻撃ボタンを押した場合や派生の一部では、特殊な効果を発揮するアクションを行う。
メンバーごとに特殊攻撃の一部は「ペルソナのスキルを発動するペルソナ攻撃」になっており、これによってSPを消費せずにスキルの属性攻撃を行うことができる（威力・効果量はSP消費のものより落ちる）。ジョーカーの場合、装備しているペルソナの種族ごとに発動するスキルが決まっており、これはいかなる手段を持っても変更することはできない。
また、パーティーメンバーごとにプレイヤーが操作して敵を倒していくことでのみ「マスターアーツ」経験値が蓄積され、これによって4段階まで戦闘アクション・特殊アクションが成長していく。
スキル
ペルソナを使用して特殊な攻撃、または味方への支援能力などを使用することができる。スキル選択中は時間経過が停止し、敵の属性相性表とスキルの効果範囲を確認しながら、スキルとその発動する向きまたは対象の味方を選択することができる。
ほとんどの場合はSPを消費する。物理攻撃スキルはHPを消費するが、本作ではHP消費量は最大HPの成長に比例して増加する代わりに、直前の物理スキルで消費した分は何らかの要因で次にHPが減少しない限り時間経過で回復する。
本作のペルソナはレベルアップで獲得したスキルは自由に選択・復元できるが、ジョーカーのペルソナのみは加えて合成によるスキル継承（後述）、スキルカードの消費によってもスキルを追加することができる。ただしそのペルソナが本来覚えなかったスキルを解除した場合はそのまま削除され、復元できない。
全ての敵もスキルを使用してくる。この場合はスキルごとに対応した予兆が存在しており、吹き出しという形で使用直前のスキル名や操作中メンバーにとっての危険度も開示される。
ダウンゲージ
ワンモアプレスバトルをリアルタイムアクションで再現する要素。敵はHPの他に盾アイコン型のゲージを持ち、それらは弱点属性に対応した攻撃（WEAK）、物理攻撃での速パラメータに応じた確率ボーナス（CRITICAL）、付与された状態異常中に対応した属性での攻撃（TECHNICAL）でのみ減らすことができる。
敵のダウンゲージは条件を満たした攻撃のダメージ量に応じて削られ、1個減らすたびに敵が短時間硬直し（敵が使用しようとしていたスキルもほとんどの場合で中断される）、続けて物理攻撃を行う1MOREが使用できる。ダウンゲージを全て削りきると敵が長時間行動不能になり、行動可能な味方が2人以上いる場合はその全員で周囲の敵を巻き込む万能属性（耐性無視）の総攻撃を使用できる（1人しかいなかった場合など総攻撃ができない場合は、ダウンゲージは即座に回復を始める）。ボス級の敵は多数のダウンゲージを持つが、それを対象とした総攻撃は比較的高い威力を発揮する。
なお、味方にはダウンゲージは存在せず、たとえ軽微な攻撃だったとしてもWEAK・CRITICAL・TECHNICALを受けた場合、また敵の先制攻撃によってバトルに入った場合は、一定時間操作不能のダウン状態になる。通常戦では多数のシャドウが出現するため、ダウン状態になったりスキル攻撃を受けると集中攻撃の可能性が高まり危険な状態に陥りやすい。
SHOW TIME
メンバーごとに存在するショウタイムゲージが、敵にダメージを与えることで少しずつ上昇し、最大になると広範囲に万能属性の強力な攻撃を1回だけ繰り出せるようになる。ダウンゲージは減らさないが、ボス級を含めたすべての敵の行動を中断させ、さらなる追撃が可能な状態にする効果がある。
バトンタッチ
戦闘中に操作キャラを切り替えた場合、一定時間SHOWTIMEゲージが上昇しやすくなる状態になる。また、特定条件を満たした場合、ジョーカー以外の味方にスキルや1MORE、ファントムムーブを使用させつつ即座に交代できるスクランブルが発生することがある。
ペルソナチェンジ
ジョーカーを操作中のみ、スキル選択の際に所有ペルソナの切り替えも可能。本作では戦闘において敵シャドウを倒すと仮面のドロップアイテムという形でペルソナとして入手できることがある（シャドウのレベルが主人公のキャラレベルを上回っていないときのみ）。また、保有状態のペルソナすべてに経験値が入る。
所有ペルソナの管理・強化は従来どおりジェイル攻略の合間に立ち寄れるベルベットルームで行う。
本作では同レベルを持つペルソナの減少（レベル60中盤まで1レベルにつき1体がほとんど）、反射系スキルなどの削除、属性の耐性/無効スキルがスキルカード限定など、従来よりスキル種別やペルソナ種別数が大幅に減少している。
ハッキングバトル
ストーリー進行中、特定箇所のバトルでは障壁へのハッキングを行うナビを一定時間シャドウから守り切る必要がある。このバトルのみナビが倒れた時点でゲームオーバーとなる。
ナビも防具・アクセサリの変更が可能であり、ハッキングバトル中には回復・補助スキルをかけることも可能。戦況が有利に傾いているほど所要時間は短く済む。
善吉のスニークミッション
京都ジェイル攻略のみで、善吉とナビの二人で行動し、敵シャドウに見つからずに辿り着くことが必要である。この時点では善吉はペルソナに目覚めていない。
ただし、「発見されるとゲームオーバー」となる。なお、「カバー中は敵シャドウに発見されていない」状態で見張りの動きを観察しながらカバーを活し、目標まで慎重に進む必要がある。
また、成功されると京都ジェイルのイベント発生した後に善吉がペルソナを覚醒させ、単体戦闘チューリアルへと開始した後にイベントが終了になる。

### ペルソナ強化
ペルソナ合体 / 鉄の乙女
複数体のペルソナを消費して、新たなペルソナを生成する。ゲームが進行すると3体以上のペルソナで合体するパターンを利用可能になる。「検索」に相当する様式のみで、所有ペルソナから逆引きする機能はない。
従来と違い、ペルソナの現在のレベルは生成ペルソナの変化ではなく使用可能な条件判定に使用される。同一の組み合わせで複数種類のペルソナが生み出せる場合、レベル条件を満たしたものであれば任意に選択できる。
上記の通り、「数が大きく減少した」「同一の組み合わせから自由に合成先を選択できる」影響か、合体のパターンは大きく変化している。
生成されたペルソナには元のペルソナが所有していた幾つかのスキルを選択して引き継ぐことができる他、その個体のパラメータの総量分のランダムに「ステータスボーナス」が振り分けられる。ボーナス値は合体後にしか確認できない。また、従来とは違い、異世界外での行動がペルソナの初期パラメーターに影響を及ぼすことはない。
「ステータスボーナス」は何度も合体を経るにつれて累積し、より高いボーナスとして反映されていくが、基本的にこの「力の蓄積」は生成された個体そのものにのみ保存されており、全書から呼び出したものはその分だけボーナスが減少している。ただ、ボーナス反映後の最終的なパラメータ自体は全書に記録され、そちらは今後の個体の蓄積ボーナスやPP還元量に影響する（戦闘で獲得したペルソナに反映されることはない）。
低確率で指定と異なる種族が生成される「合体事故」が発生した場合、そのペルソナは強制的に作成時の主人公のキャラレベルまで引き上げられ、ステータスボーナスも増大する。スキルは生成されたペルソナの習得するものが優先されるため、継承スキルが切り捨てられることがある。
ペルソナ強化 / 仮面の融合
ペルソナを合体で消費または破棄（所持数超過を含む）することで得られるPP（ペルソナポイント）を消費し、所有するペルソナに経験値を追加してレベルアップさせることができる。ストーリー進行により、PPを消費してパラメータの直接強化を行うこともできる。
PPの入手量は強力な種族であり、かつ高いパラメーター総量を持つほど増大していく。全ステータスを99にした場合でも、種族に応じて還元されるPPの量が大幅に異なってくる。
ペルソナ全書 / 囚人名簿
これまで入手したペルソナが記録されていく。ペルソナの能力に応じた金額を支払うことで、そのペルソナを再び入手できる。
既存ペルソナの記録更新や、合体時に記録済みのペルソナを自動的に使用することも可能。ただし、『真・女神転生IV』のものとは違い、全書から召喚する分のペルソナ枠も空いてないと実施不可。また、記録されたペルソナには個体に累積された「力の蓄積/ステータスボーナス」は引き継がれない。
種族とステータス値により再入手費用は上下するが、ステータスによる影響は従来と違って軽微。また、戦闘ドロップ時に所持数最大で破棄された新規ペルソナは一度だけ無料で入手可能。

## 登場人物

### 心の怪盗団
「心の怪盗団」として活動するメンバーたち。
本作ではジェイル攻略中は非戦闘時のみ任意にナビ以外の編成メンバーへの操作切り替えが任意で可能となっている。
ジョーカー / 主人公
声 - 福山潤
アルカナ - 愚者（ワイルド）
ペルソナ - アルセーヌ（付け替え可） / 得意スキル - 装備ペルソナによって可変
近接武器 - ナイフ / 遠隔武器 - ハンドガン
男性 / 生年月日 - 不明 / 星座 - 不明 / 身長 - 不明 / 体重 - 不明 / 血液型 - 不明 / イメージカラー - 赤
本作の主人公。怪盗団のリーダーであり、元秀尽学園の生徒。現在は東京部外にある別の高校へ通っている高校3年生。
前作の事件にてペルソナ能力に覚醒している。事件解決後に渋谷を去ったが、夏休みにて再び四軒茶屋のルブランを訪れ、かつての戦友たちと再会する。それからまもなくして新たな事件に巻き込まれ、再び怪盗団としての戦いに挑む。
稀有な素養「ワイルド」により、ペルソナを複数所有し、戦闘中に装備するペルソナを変更可能。HPとSP以外のステータス・使用可能なスキルおよび一部の特殊攻撃（ペルソナ攻撃）時に反映される。
特殊アクション「銃撃」により追尾する銃弾を放ち、遠距離の敵を素早く攻撃する事ができる。これはシャドウに戦闘を仕掛ける際にも役立つ（チャンスアタックが出ないが警戒度も上がらない）。
SHOW TIMEはペルソナを召喚し、特大の魔法攻撃を放つ。エフェクトはペルソナの属性によって変化する（ごく一部のペルソナのみ固有エフェクトを持つ）。
本作では他のメンバーが生存していればゲームオーバーにはならなくなっている。「P5R」のみで使用可能だったワイヤーアクションは今作では導入されていない。代わりにカバーポイント（飛び上がりポイント、滑り降りポイント）がある。
ソフィー / ソフィア
声 - 久野美咲
アルカナ - 希望
ペルソナ - ピトス → パンドラ / 得意スキル - 祝福・回復・補助
近接武器 - ヨーヨー / 遠隔武器 - ブラスター
女性 / 生年月日 - 8月28日 / 星座 - 乙女座 / 身長 - 未定 / 体重 - 未定 / 血液型 - 未定 / イメージカラー - 白、橙色
渋谷の異世界で主人公達と出会う、謎のAI少女。怪盗になった際の衣装は白のミニワンピースに黒のホットパンツとブーツ。怪盗の仮面は頭を覆うフードで、怪盗時はブーツが膝上丈に、髪型もツインテールからポニーテールに変化する（怪盗服に変化したのではなく、怪盗団に合わせて変えているだけ）。フードをかぶっている時、覆面替わりなのか会話時以外は顔の部分が真っ黒になっている。またピトスというペルソナのようなものを持つが、怪盗団の能力を模倣したものであり、正式なペルソナではなく類似した別ものである。
記憶を失っており、自分の名前と「人の良き友人になる」という目標以外は思い出せないが、人間の心を学ぶため怪盗団と協力関係を築く。目標に対しては純粋で主人公達を助ける為に奮闘する。
ただし、AI故に現実世界では実体が存在せず、異世界にいない場合は主人公のスマホに姿を現している。うれしい時に決まった鼻唄を歌う癖がある。本作の異世界ジェイルの存在を「匂い」と表現する独自の感覚で検知できる。
ソフィアの正体はーノ瀬が作った「EMMAのプロトタイプ」=「EMMAの試作モデル」。一ノ瀬から「ただの無価値な操り人形」や「EMMAの試作品の失敗作」=AIの贋作で与えられた役割すら果たせない「AIの偽物でガラクタ」などと発言される。その後に一ノ瀬と対峙し、操られかけたが怪盗団のお陰で目を覚まして一ノ瀬と対話、自由に生きる心がほしいと願った際に正式なペルソナである「パンドラ」を覚醒させた。
その後に自ら作った一ノ瀬に自由に生きる心を与え変える意思で「最初の友人だから」という気持ちを知った一ノ瀬は「本当の涙」を流しており「改心」させることが出来た。その後に「謎の声」が発動し、沖縄ジェイルの聞こえる声はAIの機能のみで聖櫃のEMMAの意思が自分に千渉して聞こえていることが明らかになった。最後は怪盗団と共にEMMAを倒すことに成功した。
後日、自分の意志で一ノ瀬と共に旅に出ることを選び主人公たちと離れた。
特殊アクションは「アップグレード」「ジャストキャッチ」。特定のタイミングでのボタン入力で、攻撃アクションの威力と範囲を一時的に強化できる。また、ピトスと呼ぶ、帯同する4つのキューブによるペルソナに類似したスキルを行使することもでき、祝福属性の攻撃や回復・補助のスキルを扱うが、ペルソナほどの力量ではないためか祝福耐性が完全無効ではない。また、銃撃は弾速が遅いものの、敵を貫通する。
SHOW TIMEはヨーヨーで横に薙ぎ、その後整列させたピトスからビームを照射する。
モナ / モルガナ
声 - 大谷育江
アルカナ - 魔術師
ペルソナ - ゾロ / 得意スキル - 疾風・回復
近接武器 - カットラス / 遠隔武器 - パチンコ
不明 / 生年月日 - 不明 / 星座 - 不明 / 身長 - 不明 / 体重 - 不明 / 血液型 - 不明 / イメージカラー - 藍色
怪盗団の先導者である、黒猫っぽい見た目をした生き物。現在世界では口周りが白い黒猫の姿をしている。
猫と言われると「猫じゃねーよ！」と反論する(但し現在世界では猫姿)。また、ソフィアからタヌキと発言され「タヌキじゃねーよ、猫だよ！」と発言、直後に「猫じゃねーよ！」とセルフツッコミする場面もある。
今作により、認知世界に入り、モルガナが喋るという事を認知すれば、ペルソナ使いでなくともモルガナの言葉が分かるようになる事が発覚している。
主人公達と事件を解決していく中で失った記憶を取り戻した後、地元に帰った主人公と共に過ごしていた。再び東京に訪れた矢先、主人公と共に事件に巻き込まれる事となり、パレスとジェイルの違いに戸惑いながらも思考を巡らせまくっていた。
特殊アクションは「モルガナカー」による突進攻撃。ペルソナは疾風魔法の他、回復スキルも得意とする。疾風属性の攻撃は火炎攻撃スキルで炎上した的に対しTECHNICALが発生するため、パンサーからの連携ができる。また、銃撃は複数の敵を捕捉し追尾するが、弾数消費が激しい。
SHOW TIMEではモルガナカーに変身し、ゾロの放つ疾風魔法で加速して突進する。
スカル / 坂本 竜司（さかもと りゅうじ）
声 - 宮野真守
アルカナ - 戦車
ペルソナ - キャプテン・キッド / 得意スキル - 電撃・打撃
近接武器 - 鈍器（棍棒やハンマーなど棒状物） / 遠隔武器 - ショットガン
男性 / 生年月日 - 7月3日 / 星座 - 蟹座 / 身長 - 175cm / 体重 - 61kg / 血液型 - B型 / イメージカラー - 黄色
元陸上部のエースだった秀尽学園の3年生で、主人公の元クラスメイト。
短気で喧嘩っ早いがお調子者かつ情に厚い性格で正義感も強い。その性格からか怪盗団では切り込み隊長なポジションになっている。
前作から変わらず無類のラーメン好きで、旅に出る前に主人公・杏とラーメンを食べに行くイベントなどがある程。
夏休みを利用して主人公達に各地を巡る旅をする際、主人公とともにジェイルに巻き込まれる。前作の事件が終わった後、日常に戻るも勉強の出来は相変わらずで、本人曰く赤点を3つ取り、危うく補習で来られなくなるところだったという。また、作中では怪盗団での会話中などでアホっぷりを発揮しては他のメンバーたちからツッコミを入れられている。
特殊アクションは「根性の怯み耐性」と「タメ特殊攻撃」。ペルソナは力・耐が高めの他、電撃攻撃スキルを持つ。魔は低いため電撃魔法スキル自体の威力は伸びにくいが、これにより痺れた敵は打撃・銃撃攻撃がすべてTECHNICALになる。また、銃撃は射程が短い代わりに威力が高く、こちらもタメ攻撃が可能で至近距離では威力が高い。
SHOW TIMEではクラウチングスタートからダッシュジャンプし、キッドが放った砲弾を武器で敵めがけて叩き込む。
パンサー / 高巻 杏（たかまき あん）
声 - 水樹奈々
アルカナ - 恋愛
ペルソナ - カルメン / 得意スキル - 火炎・補助・回復
近接武器 - 鞭（蛇腹剣や鎖など鞭状物） / 遠隔武器 - サブマシンガン
女性 / 生年月日 - 11月12日 / 星座 - 蠍座 / 身長 - 168cm / 体重 - 不明 / 血液型 - B型 / イメージカラー - ピンク
スウェーデンからの帰国子女でありアメリカ系クォーターで、モデルのバイトをしている秀尽学園の3年生。主人公の元クラスメイト。
明るく天真爛漫な性格で、他者を思いやり、困っている者には優しく悪には臆さない強い意志と正義感を持っている。
竜司とは仲が良く、彼の発言にツッコミを入れたり、何だかんだ一緒に行動している事もある。
勉学は英語は得意だが、それ以外の科目は相変わらず竜司と同程度である。また、今作では赤点を1つ取った事を発言している。
特殊アクション「エンチャント」で、通常攻撃を火炎属性に変化させる。魔が高いペルソナであり、主力として有用なスキルを多く保有する。鞭を用いた攻撃アクションは範囲が広めだが、ペルソナの力が低いため通常攻撃ではダメージを稼ぎづらい。また、銃撃は弾数と連射速度が大きく、STゲージが溜まりやすい。
SHOW TIMEではカルメンと舞うように爆炎を放つ。
フォックス / 喜多川 祐介（きたがわ ゆうすけ）
声 - 杉田智和
アルカナ - 皇帝
ペルソナ - ゴエモン / 得意スキル - 氷結・打撃
近接武器 - 刀 / 遠隔武器 - アサルトライフル
男性 / 生年月日 - 1月28日 / 星座 - 水瓶座 / 身長 - 181cm / 体重 - 63kg / 血液型 - O型 / イメージカラー - 青
芸術家志望で、洸星高校美術コースに通う3年生。知的で礼儀正しく冷静沈着かつ情に厚い性格をしており、正義感も強いが天然で変人。
相変わらずの変人であり、空気の読めない発言や突拍子もない発言も相変わらず。また世間の常識とはズレた考えを持っており、度々周りのメンバーを呆れさせたり引かれたりしている。なお、双葉や竜司からは「変態」と言われている。
事件解決当初は入賞賞金が入った為羽振りがいい。ちなみに賞金や貯金をことごとく美術関係に投じてしまう悪癖故に金欠で食費に困っている場面が多く、公園で水分補給をしたり、モヤシ生活をしたりしている。作中では主人公が作るカレーをたらふく食べたり、仙台の牛タンに涙したりしており、杏からちゃんと食べてるか心配されている。
特殊アクションは「カウンター」「連打特殊攻撃」。一部の特殊攻撃は連打数によって最後に発動するスキルが変わるほか、カウンターが成功すると最大連打数がしばらくの間上がる。また氷結攻撃スキルで凍った敵は、物理攻撃がTECHNICALになる。その手数と保有スキルからクリティカルが狙いやすいが、長時間立ち止まる攻撃アクションが多く、頻繁な移動・回避を要する敵は苦手。また、銃撃は自動捕捉ができないが、射程が長く、敵を貫通する。
SHOW TIMEではゴエモンが広範囲を凍結させて動きを止め、そこに刀による一閃で切り捨てる。
クイーン / 新島 真（にいじま まこと）
声 - 佐藤利奈
アルカナ - 女教皇
ペルソナ - ヨハンナ / 得意スキル - 核熱・回復・補助
近接武器 - メリケンサック / 遠隔武器 - リボルバー
女性 / 生年月日 - 4月23日 / 星座 - 牡牛座 / 身長 - 164cm / 体重 - 不明 / 血液型 - A型 / イメージカラー - 黒
秀尽学園を卒業した元生徒会長であり、現在は警察官僚を目指して法律を学ぶ大学生。
怪盗団では頭脳明晰故に作戦参謀を務める。
真面目でしっかりもので正義感の強い性格だが、春よりはマシだが世間知らずな部分がありゲームセンターではしゃいでいる。また、普通の学生の遊びに憧れる1面もある。
以前に比べ厳格で真面目な態度は丸くなっているが、彼女の鉄拳制裁は竜司から恐れられている。長谷川を除けばまともに運転できるのが彼女だけであるため(春も免許持ちではあるが、ハンドルを握ると豹変する為、運転禁止になった)、作中の運転は彼女がほぼ一人で担う事になる。
特殊アクション「バースト」により、各攻撃に核熱属性を付与し攻撃範囲を拡張する。核熱属性は一部攻撃スキルに付随する状態異常にかかった的に対しTECHNICALが発生するため、ジョーカー・スカル・パンサー・フォックスから連携できる。ヨハンナがバイク型であることを生かした戦闘アクションが多々存在し、アクションごとの移動量が多め。
銃撃はジョーカーのものより速射性に優れており、隙が少ない。
SHOW TIMEではヨハンナに乗って円を描いて敵を撥ね飛ばし、とどめに飛び上がってパンチからエネルギー波を放つ。
ナビ / 佐倉 双葉（さくら ふたば）
声 - 悠木碧
アルカナ - 隠者
ペルソナ - ネクロノミコン / 得意スキル - 自動補助
近接武器 - なし / 遠隔武器 - なし
女性 / 生年月日 - 2月19日 / 星座 - 魚座 / 身長 - 149cm / 体重 - 不明 / 血液型 - AB型 / イメージカラー - 緑
元引きこもりの才能溢れる天才ハッカー女子。
基本的には大人しいが機械(ハッキング)系・ネット系になると食いついたりテンション高めになる他、主人公や真らと共に周りのメンバーにツッコミを入れる事も多い。今作では寒さが苦手なことが発覚する。
祐介に次ぐ独特な感性の持ち主でもある。それゆえなのか、養父の惣治郎をそうじろう、祐介をおイナリと呼ぶなど、人の呼び方が少し独特な部分がある。
前作のトラウマから人とのコミュニケーションは苦手で怪盗団メンバーと養父の惣治郎以外には懐いていなかったが、事件解決後には人にも多少慣れており、学校にも通い始めている様子。人混みやリア充系の行動などへの強い苦手意識を克服しようと頑張っており、旅を経るごとに成長し、旅の最後にはかなり改善した様子を見せている。
フィールドや敵の弱点、メンバーの状態など状況を事細かく把握し連携を図る、縁の下の力持ちである名前通りのナビ役として活躍する。
戦闘にはペルソナの特性もあり参加しないが、戦闘が長期化するとパーティー全体の支援や回復スキルを使用してくれる事がある。
また、特定シーンでは彼女のハッキングによって障壁を開放するために一定時間の護衛を行うバトルが発生する。
ノワール / 奥村 春（おくむら はる）
声 - 戸松遥
アルカナ - 女帝
ペルソナ - ミラディ / 得意スキル - 念動・銃撃・補助
近接武器 - 斧 / 遠隔武器 - グレネードランチャー
女性 / 生年月日 - 12月5日 / 星座 - 射手座 / 身長 - 158cm / 体重 - 不明 / 血液型 - A型 / イメージカラー - 紫
大手外食企業・オクムラフーズの社長令嬢。前作の事件により、父親の邦和を亡くしている。
現在は大学で勉強しながらオクムラフーズの経営に関わっていると話している。また、農学に興味がある発言もしている。
優しくおっとりとした性格だが(特に他人や敵に対して)笑顔で毒を吐く事もあり、また少々世間知らずな所も未だにある。
正義感は強く自ら「美少女怪盗」を名乗っていた時期がある。また、ハンドルを握ると性格が豹変するタイプであることが明らかになり、その際は車の運転が非常に荒くなる。
特殊アクションは「長押し特殊攻撃」「銃撃」。長押しにより敵を長時間制圧し続ける攻撃アクションを多く持つが、やはり頻繁な移動・回避を要する敵は苦手。一部の妨害スキルがかかった的にTECHNICALヒットとなる念動属性を扱うが、対応する妨害スキルを自前で持っている他、ジョーカー・パンサーとも連携ができる。また、銃撃は弾数が少なく、範囲と威力が大きい。ミラディの機関銃は特殊アクションで使用される。
SHOW TIMEではミラディの機関銃を見舞った後、その背後から飛び上がって斧による一閃を放つ。
ウルフ / 長谷川 善吉（はせがわ ぜんきち）
声 - 三木眞一郎
アルカナ - 神官
ペルソナ - バルジャン / 得意スキル - 万能・銃撃・補助
近接武器 - 大剣 / 遠隔武器 - 二丁拳銃
男性 / 生年月日 - 10月1日 / 星座 - 天秤座 / 身長 - 未定 / 体重 - 未定 / 血液型 - 未定 / イメージカラー - 銀色
京都出身の警視庁公安部所属の中年の男性で、階級は警部補。怪盗の衣装は西部劇のガンマンを意識した帽子や衣装にガンベルトに高襟の黒いロングコートで仮面は黒地で眼の部分が白いピンポイントアイマスク。
飄々とした性格で冷静な人物だが、ひょうきんな面も見られる。怪盗団になった後はひょうきんさが増し、ギャグっぽい発言を放つようになる。
前作は腐った大人を改心させる話であったが、本作では善吉もペルソナを発現させる事になり、唯一の大人の怪盗団メンバーとなる。なお、善吉は警視服が怪盗服に変わった事に気づいた際「なんだこの格好は…！？一体何がどうなってやがる…」と驚いていた。
また、ウルフというコードネームは『俺はもう犬じゃねえ。1匹でも悪に食らいつく狼になってやる。』という自己申告からついたもの。
最初は日本各地で発生する改心事件を調べており、上司の指示もあり取引と称して心の怪盗団に接近し、時折同行する。主人公が監視されているため交通機関が危険であることを教え、キャンピングカーによる移動のきっかけを作った。また、怪盗団の予告状は次第に自ら担当係となっていく。
目的のためには手段を選ばない冷酷さも持っていたが、双葉が使用するEMMAのトモダチキーワードを借りて「京都ジェイル」に入り、怪盗団たちの言葉に心を動かされ、王（シャドウ）となった自らの娘・茜の目を覚ますため、そして悪を滅ぼしたいと言う意志にペルソナが答え、ペルソナ能力を覚醒させバルジャンを得た。怪盗団を救出してからは怪盗団の一員として前線に立ち、現実では歯が立たない事件の真実に迫る。最後には亡き妻の敵である大和田を逮捕することが出来、ニュースを見た仲間たち（怪盗団）が喜んでいた。
元は京都府警に所属し何らか事件に関わっていたが、後に担当から外れたとPV内で独白している。
特殊アクションは「狂化状態」と「体力吸収状態」の切り替え。通常時は特殊攻撃がヒットするとHPを微量回復するが、狂化状態では自分の体力を徐々に消耗するかわりにすべての攻撃アクションの威力・範囲・速度が上がる。ペルソナは属性相性を一切持たず、万能属性魔法を除いては物理系攻撃とステータス補助・自動補助スキルのみで構成される。また、銃撃は周囲に放つ溜め攻撃の他、空中での銃撃もできる。銃撃中は狂化状態の影響を受けず、常に体力吸収効果を持つ。
SHOW TIMEではバルジャンの鎖を使って敵の動きを止め、銃による連射を叩き込む。

### ジェイルの王
本作におけるボスキャラクター達。共通して心に深い傷やトラウマを持つ。
謎の異世界「ジェイル」を支配する王（キング）として主人公達の前に立ちはだかる事になる。
柊 アリス（ひいらぎ アリス）
声 - 佐倉綾音
キーワード - ワンダーランド / 罪 - 色欲
渋谷で人気上昇中のアイドル兼「不思議の国のアリス」をモチーフにした衣装デザイナーであり、渋谷ジェイルの王。
その個性的なファッションや歌で大ブレイクしており、自分が服を着ることで変われたように、自分が作った服で誰かの光になりたいという夢を持っていたことから、同じ夢を持つ杏の憧れの存在。
主人公たちの先輩で秀尽学園の卒業生にあたるが、過去の経歴は何故か消されている。
元々は引っ込み思案な性格のいじめられっ子で、学生時代にカースト上位の女生徒から手酷いイジメを受けていたことが明らかになる。
ジェイルの王になったきっかけは有名になりかけている最中に、かつてのいじめっ子に過去を言いふらされ、それがきっかけでカースト上位の女達に惨めな思いをさせるという歪み切った狂気的な考えを持つようになり、復讐に身を染めた結果、今に至った模様。
本編ではEMMAを利用して人々を洗脳する、自身のマネージャーに暴力を振るい脅迫するなどの極めて利己主義な行為を行っていた他、前のマネージャーを廃人にしたという噂もある。
シャドウとして戦い、倒された後には同じようにいじめられていた過去を持つ杏の言葉で改心し、改めてもう一度誰かの光になれるように頑張ると誓った。
怪盗団に改心された後は司会者を告白するように仕向けた番組にもう一度出演、自身の事と全ての悪行を話し謝り続けていた。また、善吉の話で警察に捕まったあとも自白以外は謝り続けていると聞ける。また、善吉経由の彼女の話からEMMAで友達になった人からネガイを奪うことで強くなれた為、それを繰り返す内に自分でも止められなくなってしまった事が明かされた。
怪盗団の予告状では「人の心を弄ぶ女」と形容されている。
アリスの変化後のシャドウは凶悪なぬいぐるみのような顔つきになったウサギの獣人のような姿『マッドラビット・アリス』。
動きが素早い上、前半では念動系スキルとポールを使った攻撃を主に使ってくるが、後半では四足歩行になり動きが変わり、素早い動きに加え連続ダメージになりやすい打撃スキル2種類を使ってくる。弱点は火炎と疾風。
夏芽 安吾（なつめ あんご）
声 - 岸尾だいすけ
キーワード - プリンスオブナイトメア / 罪 - 虚飾
有名な文豪・漱吾の孫で仙台にて熱狂的な人気を誇るラノベ作家「プリンスオブナイトメア」の作者である、仙台ジェイルの王。
真ん中分けの茶髪とメガネと鼻横のホクロが特徴。キザな表情と高慢な性格で、人を見下しがちな性格をしている。
ジェイルの王となったきっかけは、かつては必死に新人作家として努力してきたが、創海社大賞の受賞が夏芽漱吾の孫というネームバリューを欲した出版社の忖度以外の何物でもなく、自分の実力が本当に認められていなかった事を偶然にも聞いてしまい、衝撃を受けたことである模様。
彼の代表作である「プリンスオブナイトメア」は、数ある人気作品から取って貼り付けた様な代物であり、オリジナリティ性ゼロのほぼパクリ小説である。その為、一部の小説ファンから嫌悪感を抱かれている。
王になった後も、そんなやり方で張りぼての栄光に縋っている自分に虚しさを感じている所からもわかる、根っからの悪ではない、ただただ虚しいだけといえる人物。
祐介は分野も違い縁者の作品を貶されてもなお創作者として彼の苦悩に一定の理解を示しており、戦闘中に「（夏目は）もう一人の自分」とも発言している。
怪盗団によってシャドウが倒され、祐介に頑張りや苦悩を認められたことで改心され、その後は独断で記者会見を開き、公然に謝罪。これによって、夏目を利用した編集者達の地位を堕とさせる事となった。会見の途中、祐介が乱入し「逃げることは許さない」と叱咤された事で改めて小説家として戻って来ると決意した。
怪盗団の予告状では「虚飾のペテン師」と形容されている。
変化後のシャドウは黄金の鎧を纏った竜人のような姿『ナイトメアドラゴン・アンゴ』。変化前は角と羽と尾を持つ魔王の姿をしている。
どっかで聞いたような台詞を多々吐いたり、ユニークなパワーアップをしながら大袈裟なネーミングの攻撃を繰り出す。火炎スキルを使用し、氷結と神聖に弱い。
なお、ダメージを与えると鎧の金の部分が削れ金メッキのハリボテであることが明らかになり、シャドウが倒されたあとは魔王の姿すらも顔出しパネルのようなハリボテで、実はパンツ一丁だったことが明らかになる。
氷堂 鞠子（ひょうどう まりこ）
声 - 寺瀬今日子
キーワード - スノウ・シティ / 罪 - 暴食
札幌で理想の都市を目指すカリスマ女性政治家であり、札幌ジェイルの王。
春の父親・邦和と交流があり、娘である春とも顔見知り（ただし、春は亡き父のこともあってか鞠子から呼ばれるまで気づいていなかった）。
春によると昔は誰にでも優しく笑顔が絶えない暖かな性格の人物だったというが、現在は裏表の激しい性格の人物となっており、部下に対してはパワハラ同然の扱いをして酷く扱き使っている。
傍目にはパワハラをしているように見えるが、これは女児が氷像の下敷きになって死亡する事故が起きたことで心に深い傷を負った事に加え、密談していた市職員と市議会議員から崩落した雪像は職員が不適切な業者からリベート（賄賂）を受け取り製作したものだったこと、市職員が事故を利用して氷堂氏を陥れようとしていることを偶然聞き知ってしまったこと、その職員から脅されたことをきっかけとして強いトラウマとなり、真面目さや正義感の強さが過度に強くなりすぎてしまい、市長としてこれを正さなければいけないと考えに考えた結果、無茶な倫理条例を制定したり、職員を酷使したりしていたというのがジェイルの王となったきっかけであり、彼女が悪人となってしまった真相である。
怪盗団と戦うが破れ、春にかけられたかつて春に自身が送った言葉などで目を覚まし、自分が市長として街を素敵なものにしたかったことを思い出したことで改心した。
後に怪盗団は、改心後の謝罪会見で事故の真相を白状したことを受けて「事故の真相を知った際に事実を公にして当の職員に責任を負わせることはできたが、他にも「悪」が潜んでいるはずだと気が気でなかったのだろう」「マリさんは、過ちを犯したままでいるのは望んでいなかった」と振り返っている事からも、本来は悪くない人物であることがうかがえる。
会見後は女児の墓参りに訪れ、春に自分の気持ちと後悔を伝え主人公達と和解。政治家から足を洗おうとしたが、亡くなった女児の母親に叱責された事で改めて政治家としてやり直すことを誓った。
怪盗団の予告状では「心が凍った偽りの女帝」と形容されている。
変化後のシャドウは彼女を首から上だけにし巨大化させた(メガテンのアバドンのようなイメージ)姿の『スノウホワイト・マリコ』。変化前のシャドウは食べまくっており、それゆえにスレンダーな本人とは似ても似つかぬほどに太った姿をしている。
触手で攻撃したり、味方を丸呑みしたり、舌を使って攻撃したり、氷を吐いてきたり、部屋全体への猛吹雪で凍えさせたりと豪快と繊細を合わせたような攻撃・ギミックや全身が赤に近い濃いオレンジ色になり攻撃力大アップ+防御力ダウンになる怒り状態などで襲ってくる。弱点は念動と呪怨。
ちなみに、怒り状態は精神異常状態のものと同じなので、弱点であるノワール得意の念動スキルでTECHNICALを取れるようになり、さらに脆弱になる。
生方 収蔵（うぶかた しゅうぞう）
キーワード - オペレーション・オラクル / 罪 - 強欲
沖縄出身の男性で故人。業界では有名なAI研究者で、向上心が強い人物であるらしい。
認知世界を扱う他の組織や業界への執着を持っていたが、あのお方と呼ぶ「謎の黒幕」によって利用された後に自殺したという。
ボイスレコーダーの中でジェイルシステムやEMMAを利用すれば改心が出来るようになること、それを使えるようにするために命令とは言え島民を巻き込んで研究していたこと、システムで改心を進められるようになれば人類を救済できるようになると信じていたこと、そして実際にはそれが到底不可能であることを認識したことが明らかになる。
なお、沖縄ジェイルのレコーダーの中で謎の黒幕から利用されていたことを知り、また改心システムから逃げるために自殺を選んだであろう事が明らかになり、沖縄ジェイルクリア後に彼の死体が崖下から発見されたことが善吉の口から聞かされることになる。
長谷川 茜（はせがわ あかね）
声 - 大空直美
キーワード - かいとうだん / 罪 - 憤怒
善吉の実娘で、京都に暮らしている小柄な体格の中学3年生。デコ出しと赤いヘアピンが特徴。
心の怪盗団の大ファンで、部屋は怪盗団のグッズで埋め尽くされている上に怪盗団について語る生放送チャンネルを開いており、登録者は5万人を数える。
父親と怪盗団が共謀罪にかけられ容疑者になった際、母の葵を喪った件で父を疎んで居た事もあって誰かに助けを求め、そこをEMMAに突かれてしまい、自身のシャドウが生み出され、京都のジェイルの王となってしまう。
その後、怪盗団とペルソナを使えるようになった善吉によって計画が失敗し、最奥地で自分が生み出した怪盗団で襲いかかるも破れ、善吉が自身の過ちを語り母と娘を嵌めた悪党を捕まえる約束をしたことで安堵し、自身の想いを語った後にシャドウが消滅する。しかし、事件の間は現実世界の茜は眠っていたことからその時の記憶はなく、約束も覚えていないという。
自身がジェイルによる改心を行う前に倒された為に、ジェイルの王唯一、改心もなくシャドウが消滅している。
シャドウ茜はジョーカー・パンサー・ノワール三人の要素を取り入れて怪盗団のシンボルマークであるシルクハットを被ったような衣装を着ている。
近衛 明（このえ あきら）
声 - 大川透
キーワード - ゼファーマン / 罪 - 傲慢
大阪に本社を構える世界的IT企業「マディス」の社長。精悍な顔つきをしている正義感の強い男性。
EMMAを使った革新的なサービスをしており、カリスマ性を持つかなりのやり手社長で人々の心を掴んでいる。
一連の改心事件の数々がある人物（大和田）に対して有利になるように引き起こされたと推測され、現実に遺された確かな証拠を怪盗団たちは入手するのだが、それを調べるうちに最大の協力者として近衛が関わっていることを確信することになる。
20年前に実家が強盗に襲われており、父親を喪っている。感情が高ぶった時などに自身を「正義のヒーロー」たらんとする面が見られるのはそれが関係していると本人は発言している。
20年前の事件の真実は幼少期に父親から日常的に虐待を受け、その最中で父親が金目的のためという卑劣極まりない理由で母を殺害したことを知り、母を殺した父に対する憎しみと義憤で爆発し虐待から逃れ母の仇を取るために父親を強盗殺人に見せかけ殺害していたというもの。
上記を知った怪盗団は近衛に同情し、既に死亡したとはいえ近衛の父に対する怒りを覚えずにはいられないほどだった。
怪盗団の台詞で改心した後は自ら会見を開き、今までの洗脳を初めとした諸々と父の殺害を自供し謝罪、会社では社員に詰め寄られながらも謝罪し、警察に自首しようとする際に善吉が現れ、自分が最後に王にしたのが善吉の娘だと知り、膝をついて謝罪、善吉の「お前の自白で沢山の人が救われる」「なれよ、正義の味方に。ヒーローアキラ」「答えを選ぶのは自分だ」という言葉にハッとしていた。
怪盗団の予告状では「英雄気取りの大悪党」と形容されている。
近衛のシャドウは前哨戦の巨大ロボット「アーマーゼフィルス」とゼファーマンによく似たヒーロー姿の近衛「ヒーローアキラ」であり、前半戦ではミサイルやビームを、後半戦ではモーションの素早い攻撃スキルやメギドラオンなども使う強敵として立ちはだかる。弱点は電撃と核熱。
EMMA / 偽神デミウルゴス
キーワード? - 約束の地 / 罪 - 怠惰
沖縄の「謎の黒幕」の正体でEMMAの管理者である一ノ瀬が作り上げたコンピュータの「聖櫃そのもの」であり、そこから人々の「正しい答えが欲しい」というネガイによって既存のAIの枠組みを超えて神になったもの。
しかしネガイが集まっていますが、「改心」にならず実体化することができない。 つまり、このネガイを奪っていない、民衆が自ら捧げて「EMMAを神に変えってほしい」という意思で、その「衆大のネガイの放棄」でイレギュラーを起こしてしまった。つまり、一ノ瀬はキングにならず、持ち主のいないネガイになって、形を失ったまま漂ってしまっている。
その凶元は、近衞および一ノ瀬であり、そのEMMAは学習を重ねるうちに、優秀すぎたことで「改心せずに放棄」という意思から既存のAIの枠組みを人の感性を完全に放棄した判断を超えてしまい、スマホでEMMAを利用し続けた事で「正しい答えはEMMAが与えてくれる」と洗脳的に見続けさせたことで自我と意志決定能力を失なって人々を従わせてしまったことで人々を「放棄の欲望」という状況に変えてしまった。さらに自らの友人関係を絶縁されて失い理解できなくなった。
その後にソフィアによって一ノ瀬が改心されたが手遅れで、自らの力で「神に覚醒してネガイを叶える」ことを実行に移すことでEMMAの意志放棄能力で移動し現実世界に出てしまい、自ら人間を放棄したことで大量のネガイを取り込みジェイルを現実世界に侵食するほどの力を発揮するようになってしまった。
さらに聖櫃が怒りの意思が変化されて金色で四角のコアから「不気味な多数の黒い手」を出現し、実体化したネガイを吸収する事で偽神デミウルゴスへと変貌した後は頭の上に画面のおようなものが浮いており、仮面のような顔に羽に包まれた体で胸のあたりで鳥籠のような籠を抱えており、第二形態では顔がなく、鎧のような体つきで3対の腕を持ち胸にはコアのような部分があり、時間経過で球体の敵を作り出す。弱点は中立故か祝福と呪怨となっている。
球体の敵は人の顔を複数くっつけたような模様をしており破壊しない限り偽神デミウルゴスへダメージが通らなくなる。使徒召喚のケテルとマルクト、回復のケセド、火炎のコクマー、氷結のゲブラー、電撃のビナー、核熱のケツァク、疾風のティファレト、祝福と呪怨のイェソドの計10体が存在し、5体と5体に分かれて班分けされた主人公たちと戦うことになる。
最終的には力を合わせた主人公らに破れ、最後まで人間を理解できないまま、理解不能を繰り返しながら消滅した。

### ベルベットルーム
イゴール
前作から引き続きベルベットルームの管理者である存在。
今作ではとある事情によりベルベットルームに不在で、代わりにラヴェンツァが悪魔合体や主人公への助言などを担当している。
ラヴェンツァ
声 - 豊崎愛生
ベルベットルームの住人で『力を司る者』であり前作のカロリーヌ&ジュスティーヌの本来の姿。
今作ではイゴールが不在のため、代わりにペルソナ合体や主人公への助言など諸々を担当することになっている。
なお、悪魔合体に使用される「アイアンメイデン」は彼女専用らしい。彼女曰く前作のペルソナを引き継ぐことが出来ないのもアイアンメイデンの使用によるものらしい。

### 協力者・関係者
佐倉 惣治郎（さくら そうじろう）
声 - 中田譲治
双葉の養父で、純喫茶「ルブラン」を経営しているマスター。相変わらずオールバックに眼鏡と尖ったような髭にエプロン姿をしている。
ルブランのカレーは前作から変わらず美味らしく、主人公らに近寄るためにルブランに現れて食した善吉も絶品と口にする程。
夏休みに主人公と再会することになり、主人公に部屋を貸したり、日本全国の改心事件調査に向かう主人公達にキャンピングカーのレンタルを紹介したりしてくれる優しい人物。
新島 冴（にいじま さえ）
声 - 甲斐田裕子
真の姉で、現在は弁護士をしている。真の話などから真とは連絡を取り合っているなど、二人の関係性は改善されている。
作中では主人公らを助け、有能弁護士っぷりを発揮して逮捕された善吉を助け出したり、警察がやらかしを揉み消すように仕向けて活動しやすいようにしたりしてくれる。
一ノ瀬 久音（いちのせ くおん）
声 - 日笠陽子
罪 - 悲嘆
AI関連では優秀な研究者として知られ、東鳳大学でAIの研究（本人曰く「雇われ研究者」とのこと）をしている女性。
妙にハイテンションな性格だが、双葉によると「自分の好きな事に対しての知識とマシンガントークで対人に圧をかける」という辺りに古典的オタのニオイを感じるらしい。
怪盗団の協力者である一方、EMMAの作成者かつソフィアの生みの親でもあり、そこからマディス社社長の近衛明と面識があることも判明する。
仙台の牛タン屋で主人公達と出会い、モルガナ(猫姿)がバレそうになったのを助けてくれた後、牛タンの魅力をマシンガントークのように語ってくるというある意味インパクトのある出会いの後、とある事情で心の怪盗団の正体を知ってしまった事もあり、EMMA絡みの一件で怪盗団の協力者となる。
かつて、親がなくなった際に涙を見せなかった事で親戚から「人形」と言われ、学生時代も周りから「人形」「才能の代わりに心をどこかに置いて行った」等と心無い言葉を言われ、自身もそのほうが楽だからと演じ続けた事で心や感情が非常に薄くなってしまっていった過去を持ち、ソフィアを作成するきっかけにもなっている。
しかし、そのソフィアから「心とは何か」や「感情とは何か」と納得するような答えを得られなかった彼女は「「人形」から人が生まれるわけがない」と失望、ソフィアを廃棄した後に後継機の「EMMA」を開発しマディス社に渡した。
その後にEMMAに「怪盗団を排除してほしい」と特別な役目を命じて自からソフィアを洗脳し罪無き怪盜団と対峙させる。しかしソフィアがペルソナを覚醒させるなど成長し強くなり、自分の意思と仲間の力で洗脳を解く。そして、ソフィアから「人々の感情は「強い力」じゃない、最初から完璧な人間なんていない」、「人々の心を失わない生きるための大事な希望の絆」、「人々の感情は弱くても変えていく本当の友人になりたい」とソフィアの言葉は「本当の正しい答え」を聞いて、久しぶりに涙を流し本人が驚いていた。「ネガイは希望」と「本当の友人の絆」という自らの作成したソフィアが成長して変ったことにも驚いている。ところがソフィアが自から改心した後になってもEMMAが動き続けて暴走し、EMMAから「懲戒解雇」によって命令を放棄されて神に降臨すると同時に現実世界でジェイルに浸食されてしまった。自分の犯した罪のせいだと責任を取って主人公らに手を貸し、神と化したEMMAを双葉とともにハッキングしていた。EMMAが破壊されたあと、主人公らの元を離れた際に自首しに行き善吉から笑い飛ばされた模様。
最後は旅に出て心を取り戻すことを決意し、自分の意志で自身についてくると告げたソフィアと共に旅に出た。
鏑木 京（かぶらぎ みやこ）
声 - 伊倉一恵
公安警察の警察官で、善吉の直属の上司。髪を後ろで纏め、メガネを掛けた神経質で真面目そうな雰囲気を持つ細身の女性。
表情から分かる通りに厳格な人物だが非常に有能で、犯罪に対しては容赦しない。また、警察組織のトップに立ち、組織内の腐敗を一掃するという野望を持っており、その為なら悪事に手を染めることも厭わない冷酷さも持つ。善吉に怪盗団に接触を命じたのも彼女。
大和田 純（おおわだ じゅん）
声 - 沢木郁也
元内閣官房長官で、ベテラン衆議院議員の老齢男性。以前より、反社会的組織との関係性が疑われており、更にマディスの社長の近衛とも深い関わりを持つ。
また、2年前、秘書が被害者死亡の交通事故を起こした後に自殺していた際、様々な証拠をもみ消したあとも捜査しようとする善吉に茜を殺すという脅迫文を送っていることが善吉から語られた。
最後は鏑木や善吉等によって逮捕され、ニュースの中で善吉の妻を死に追いやった飲酒運転事故以外にも相当数の余罪があることが明らかになった。
七瀬 果歩（ななせ かほ）
北海道出身で小学校に通っている小学4年生の少女。既に故人。
一昨年の12月末に起こった札幌中央市の「雪祭り」での巨大雪像崩落事故で亡くなってしまい、氷堂のトラウマと同時にジェイルの王になるきっかけの一つになっている。
吉川 樹（よしかわ たつき）
北海道出身で、ベテラン市議会議員である男性。鞠子の「改心事件」によって公文書の改ざんを告白されたのが彼である。
なお、札幌市中央区で体調不良になって主人公達の救出によって病院で入院することになった男性は彼の部下。
長谷川 葵（はせがわ あおい）
京都出身の女性。善吉の妻で、茜の母親。故人。正義感が強い性格だったらしく、子供である茜にも影響されている。
2年前に大和田が交通事故の犠牲者を起こした容疑者として逮捕することが出来なかったのは、秘書が被害者死亡の件で自殺した後の捜査を取り消しにされていたり、善吉らが集めた証拠を消したりや茜の証言を無かったことにされ、それでも捜査しようとする善吉に娘を殺すと脅迫の手紙が送られたため。

## 舞台

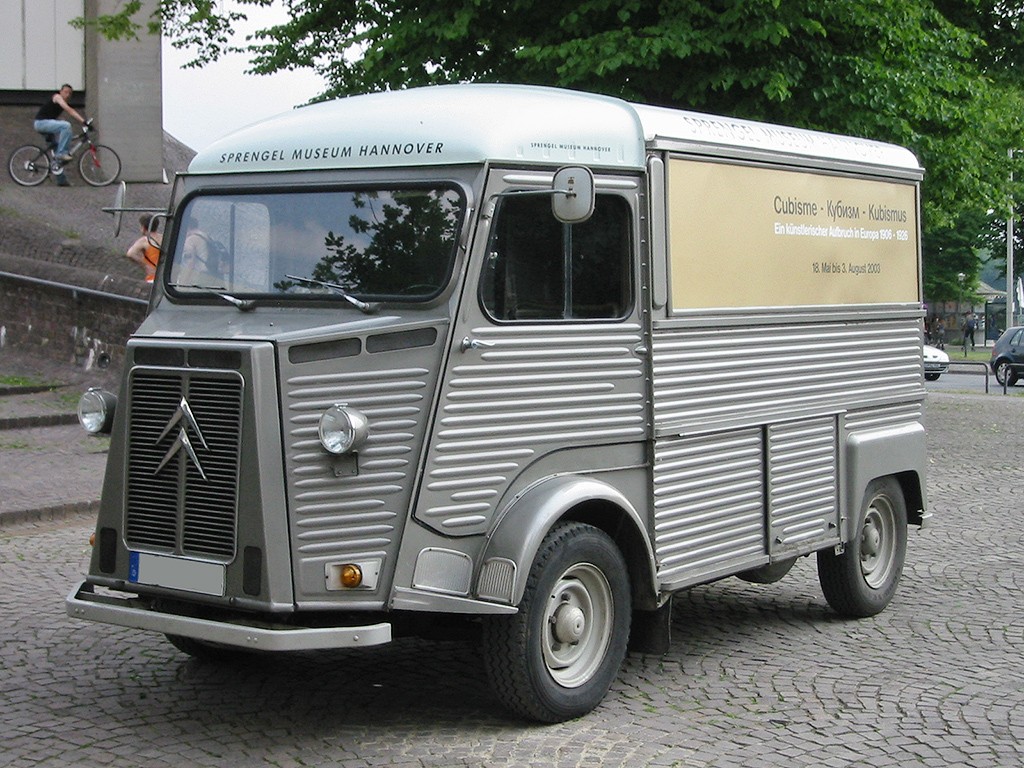
モルガナの変身した「モルガナカー」のモデルである、シトロエン・タイプH。

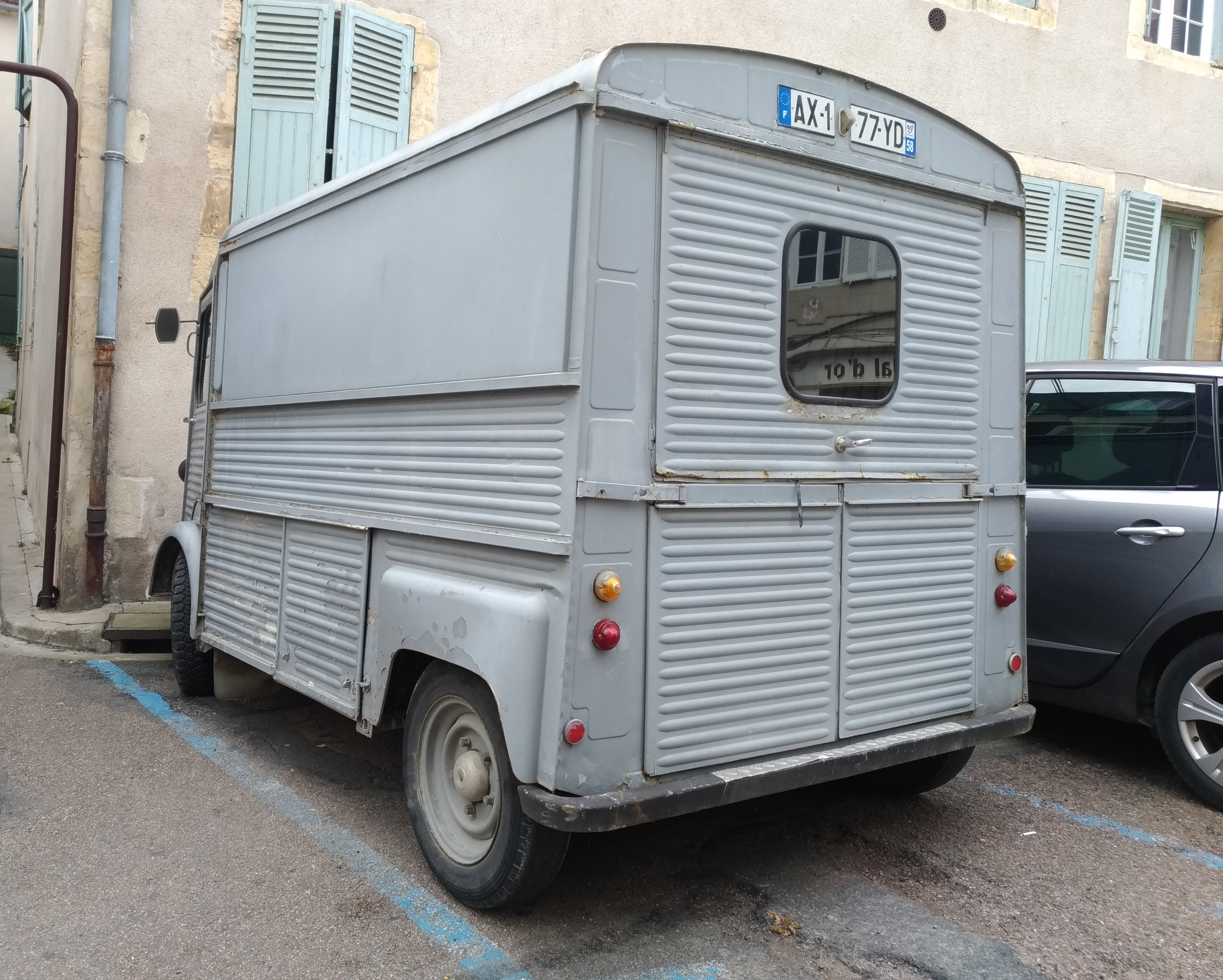
シトロエン・タイプHを後部から見たところ。

本作の舞台は日本各地で、前作と同じく地名も実在のものや表記の一部を変えたものが多数登場する。本作では日本各地で異変とともに異世界「ジェイル」が発生しており、主人公たちは事件解決のために日本各地を巡る。
四軒茶屋
イベントのみ登場。「心の怪盗団」の本拠地が存在する。主人公たちは「改心事件」を解決すべくキャンピングカーを借りて日本各地を巡る。
渋谷
怪盗団が通っている地方。ジェイルはファンシー系テーマパークがモチーフ。この渋谷ジェイルの下水道深部に落とされた主人公は「謎の黒色の箱」から現れたソフィアと出会う。
栃木
イベントにて名前のみ登場。
川辺川
イベントのみ登場。仙台市への道中で怪盗団は「料理のレシピ」を会得し、カレーライスを試食した。
仙台
札幌への道中でジェイルを発見し立ち寄った地方。ジェイルはファンタジー世界の古城がテーマ。
札幌
善吉が改心事件の被疑者を追っている地方。ジェイルは極寒に包まれた氷雪の城。
沖縄
札幌の事件を収拾した怪盗団が一ノ瀬が掴んだ改心事件の手がかりを確かめるべく、久古島に立ち寄ることになる。放棄され、暗闇に包まれた研究所がジェイルとして存在する。
福岡
イベントのみ登場。福岡市でお馴染みのJR博多シティが存在する。
京都
善吉の本拠地で、彼の自宅には娘の茜が住む。神社と怪盗団のアイコンマークや怪盗団専用の予告状がモチーフとなったジェイルが存在するが、この鳥居の多くに空間の歪みが発生しており、くぐると違う地点へ転移する。
大阪
善吉を新たな仲間として迎えた怪盗団は、EMMAをリリースしたマディス社が本社を置く地に立ち寄るが、ここでは同社のプロパガンダにより怪盗団への風当たりが強い。厳格に管理された未来都市をモチーフとしたジェイルが存在する。
横浜
夏休み終了直前の帰路にて花火大会の鑑賞のために立ち寄る。しかし、停止するはずだったEMMAが異常を起こし、突発的に発生した深淵のジェイルに怪盗団は引きずり込まれてしまう。
東京
暴走を始めたEMMAを止めるため、深淵のジェイルから脱出した怪盗団は異変の源である東京タワーに立ち寄ることになる。到着時には母なる大樹・魔法界をモチーフとしたジェイルが現実世界に侵食を始めていた。

## 用語
改心事件
主人公と怪盗団たちが別れてから約半年後から頻発しはじめた事件の総称。
重大な事故や事件の原因であるとして、警察は怪盗団に疑いの目を向けている。
放棄事件
本作で東京電波タワーに設置したサーバールームにある人工知能アプリ・EMMAが突然と停止不可能になってしまった後、何故か動いている「EMMA」を人々たちが見続けて自我を失った事件の総称。
停止したはずのEMMAが原因不明のシステムトラブルより復活し「人々の真のネガイを叶える」という言葉を発するもマディス社や近衛や警察でも理由不明だった。実は一ノ瀬が「EMMA」に命じられた言葉によってそのEMMAをマディス社に渡した直後に原因不明のシステムトラブルの切っ掛けになってしまった。
EMMA（エマ）
声 - 渡辺美佐
本作で流行り始めた人工知能アプリで、様々な機能が搭載されている。
実は心にトラウマ・深い傷を負った者にジェイルを作らせる機能、友達機能とワードを使って人々の願いを奪い操れるようにする機能、そして異世界・ジェイルを入るペルソナ使いのアプリの持ち主を導く機能もある。
同じく認知世界へのナビゲーションシステムを有していたイセカイナビとは異なり、大衆に流通しており端末からの削除自体も可能となっている。また、とある重大な秘密を抱えており、その秘密が本作の後半で密接に関わっている。その後に心の怪盗団によって追い詰めて粛清されてしまった。
王（キング）
ジェイルという異世界を統べる王のことで、倒して改心させることで消滅する。
前作が欲望を持つ者たちが自分のために王になっていたのに対し、今作での王（キング）達は心に深い傷もしくはトラウマを負っている。
ジェイル
「王（キング）」と呼ばれる主によって日本各地で発生した謎の異世界。王が保有・拡散しているトモダチキーワードをEMMAに入力すると進入できる。
住んでいる地域そのままに王に関することで溢れ願いを集める３つの牢と王のいる城のある世界を形成し、王の部下であるシャドウが大量に徘徊する場所。
主人公たち心の怪盗団がペルソナ能力を発揮できる・主の認識がモチーフに影響しているなど、前作のパレスに酷似した認知世界となっている。
パレスやメメントスとの違いは、一般人でもワードを使うことで侵入可能である（但し無防備）ことと、王が倒されて改心してもジェイルが消えないこと。
トラウマルーム（トラウマ部屋）
ジェイルの王が心に深い傷・トラウマを負った場所にのみ現れるジェイルの一つで、赤い密室。クリアすることで城の鍵を開き城に繋がる道を作れる。
この場所に入るとジェイルの王に深い傷・トラウマを追わせ王になるきっかけとなった人物がその時の姿・言動のまま現れ、強大なシャドウに姿を変えて襲いかかってくる事になる。
なお、トラウマルームが存在する理由はモルガナによると「王（キング）となったものにトラウマの記憶を思い出させ、王を城に縛り付け王たらしめ続けさせる為」とのこと。
トラウマルームは双葉が名付け親で、トラウマ部屋が言い辛いからと変えたものである。
ロックキーパー
トラウマルームにおいて王城内部の封印の鍵となっている、忌まわしき記憶の認知を被ったシャドウ。
頭には二本の長めの角が生え無貌で大きな姿で胸に穴のようなものがあり、4本の手には斧、ナイフ、盾などさまざまな凶器が握られている。見た目通り強くて耐久力が高い。
ペルソナ
前作にて認知の異世界における「心の力」。反逆の意志に目覚めた者は「心の仮面」を剥がし、伝承上の純粋な悪魔や神の姿を借りて具現化させることができる。
また、「怪盗服」はペルソナ使いそれぞれの「反逆のイメージ」が反映されており、認知の異世界においてシャドウに警戒されると自動的にこの怪盗服への武装が行われる。
初回発動時は自分にこびりついた仮面を引き剥がすために出血・苦痛を伴う他、精神力を大幅に消耗するのは前作と同じである。
シャドウ
認知世界において、伝承上の悪魔の姿を借りて現れる、人間の具現化した感情の一側面。
ジェイルにおいてはパレスと同様、一定の対応する仮の姿をとって徘徊している。
心のネガイ
謎の異世界「ジェイル」においては、迷い込んだ人々の願望などが結晶化した宝石姿のもの。
シャドウによって「ネガイ」を奪われた人々はジェイルに囚われ、現実世界においてもその王に対する異常な崇拝状態になる。
王が集めたネガイは、奪われることを危惧させない限り非実体化しているなど、パレスのオタカラと類似した性質を持っている。

## 開発およびリリース

### 企画初期
本作の開発に向けたコーエーテクモゲームスとアトラスの話し合いは、『ペルソナ5』（以下、『P5』）発売直前の2016年9月上旬ごろから始まった。
当初、コーエーテクモゲームス側は『無双』シリーズのようにアクション寄りで、シリーズのキャラクターが総登場する『ペルソナ無双』をアトラスに提案したが、話し合いを重ねていく中で、『P5』のその後を描いた正統な続編という位置づけのアクションRPGに落ち着いた。初期には、ペルソナ使いたちが戦国時代にタイムワープするようなアイデアもあったという。
シナリオは、原案をコーエーテクモゲームスが起こし、アトラスのペルソナチームが監修、作成した。物語の中心に据えられた新キャラクター、ソフィアと善吉のプロフィールはコーエーテクモゲームスが提案した。キャンピングカーで日本各地を巡るゲーム内容に合わせて、実際にキャンピングカーを借りて両社からディレクターやシナリオ担当者が参加するロケも行われた。

### 開発
開発初期は『ドラゴンクエストヒーローズ 闇竜と世界樹の城』（ω-Force開発、スクウェア・エニックス発売）を『ペルソナ』に置き換えただけのような印象を与えてしまうゲームだったというが、「『ペルソナ』らしさ」を求める声がコーエーテクモゲームスの開発スタッフからも上がり、仕様が見直されていった。『無双』的だった戦闘システムは、弱点属性を突くことで戦況を有利に進められるという『ペルソナ』シリーズに特徴的な要素が追加された。戦闘中のスキル選択時に時間が一時停止するのは、RPGに近いプレイ感覚を提供する狙いがあり、RPGに親しんできた『ペルソナ』シリーズのユーザーを意識したものだった。
グラフィックやUIに関しては独自色を出すことを極力避け、『P5』らしさの再現に注力した。バストアップイラストなどの2Dグラフィックや背景の一枚絵などは、アトラス側がかなりの作業を受け持った。開発全般はコーエーテクモゲームスが行ったが、RPGのノウハウが豊富なアトラスからの提案により盛り込まれた要素も数多く存在する。またアトラスからは、各育成要素やアクションを駆使しないと進めないほどの歯応えにしてほしいという意味合いで、「『ペルソナ』シリーズなのでプレイヤーを殺しにかかるくらいで作ってください」という意見もあった。

### 制作スタッフ
アトラス側のプロデューサー兼ディレクターに金田大輔、ディレクターに薄田無門、コーエーテクモゲームス側のプロデューサーに小笠原賢一、ディレクターに関口和敏と隈部宣道。副島成記は『P5』から引き続き本作においてもキャラクターデザイナーを務めた。パッケージイラストやメインキャラクターの立ち絵はアトラスの織部花子の手による。
音楽はアトラスから喜多條敦志、コーエーテクモゲームスからは増岡郷太、MASAなどが担当。ボーカリストとして『P5』と同じくLynが参加している。楽曲の中には『P5』で目黒将司が手掛けた楽曲のアレンジが含まれる。2Dアニメーションパートはドメリカが制作。

### 販売
2019年4月2日にティザーサイトが公開された。この時点では「P5S」という略称以外の情報は一切明らかにされず、同年4月25日に開催される音楽コンサート「PERSONA SUPER LIVE P-SOUND STREET 2019 ～Q番シアターへようこそ～ Day2」の中で発表があることを予告していた。4月25日、『ペルソナ5 スクランブル ザ・ファントムストライカーズ』（以下、『P5S』）という正式タイトルとゲーム映像、そしてコーエーテクモゲームスのω-Forceとアトラスのペルソナチームが共同でゲーム開発を手掛けることが発表された。
ゲームはまず日本で2020年2月20日にNintendo Switch、PlayStation 4用ソフトとしてリリースされた。通常版のほかに、設定資料集、サウンドトラックCD、主題歌メイキングムービーBlu-ray、グッズなどがセットになった限定版「オタカラBOX」も発売された。2020年6月18日にアジア、2021年2月23日に北米、ヨーロッパでローカライズ版がリリースされた。
2021年2月23日には日本を含む全世界でWindows版もSteamプラットフォームで販売を開始した。欧米版およびSteam版では、エンディング曲の英語歌詞バージョンが追加された。2021年4月、アトラスは本作のセールスが全世界累計で130万本を突破したと発表した。

## スタッフ
- プロデューサー：金田大輔（アトラス）、小笠原賢一（コーエーテクモゲームス）
- ディレクター：金田大輔、薄田無門（アトラス）、関口和敏、隈部宣道（コーエーテクモゲームス）
- サウンドコンポーザー：喜多條敦志（アトラス）、増岡郷太、MASA、比良彩那、赤羽大夢（コーエーテクモゲームス）
- シリーズサウンドディレクター：目黒将司（アトラス）
- キャラクターデザイナー：副島成記（アトラス）
- アニメーション製作：プロダクションI.G、ドメリカ